# Bulgarien
Bulgarien (bulgariska: България, Bălgarija), formellt Republiken Bulgarien (Република България, Republika Bălgarija, uttalas [rɛˈpubliˌkə bɤlˈgarijə]), är en republik i Sydeuropa, på nordöstra delen av Balkanhalvön, som i norr gränsar mot Rumänien, i väster mot Serbien och Nordmakedonien, i söder mot Grekland och Turkiet, och i öster har kust mot Svarta havet. Bulgarien har en yta på 110 879 kvadratkilometer och cirka 7,1 miljoner invånare (2016); största stad är huvudstaden Sofia med 1,2 miljoner invånare.
Dagens Bulgarien överlappar de antika romerska provinserna Mesien, Thrakien och Makedonien. Landet har bibehållit samma traditioner, språk och alfabet sedan det första bulgariska riket 681–1018 e.Kr. Under långa tider utgjorde dåtidens bulgariska imperium större delen av Balkanhalvön, därmed spreds dess alfabet, litteratur och kultur bland de slaviska folken och de närliggande länderna i Östeuropa. Århundraden senare med nedgången av det andra bulgariska riket (1186–1396 e.Kr.) kom landet under det osmanska rikets styre under nästa 482 år. Det rysk-turkiska kriget (1877–1878) bidrog till ett återetablerande av en bulgarisk stat som en konstitutionell monarki år 1878, med San Stefanofördraget som ledde till den tredje bulgariska staten.
Efter andra världskriget blev Bulgarien en kommunistisk stat och en del av östblocket. Vid kommunismens fall 1990 hölls det första flerpartivalet och landet fick därvid en demokratiskt vald regering och ett år senare ett statsskick som demokratisk republik.
Bulgarien är medlem i Nato sedan 2004 och i Europeiska unionen sedan 2007.

## Historia

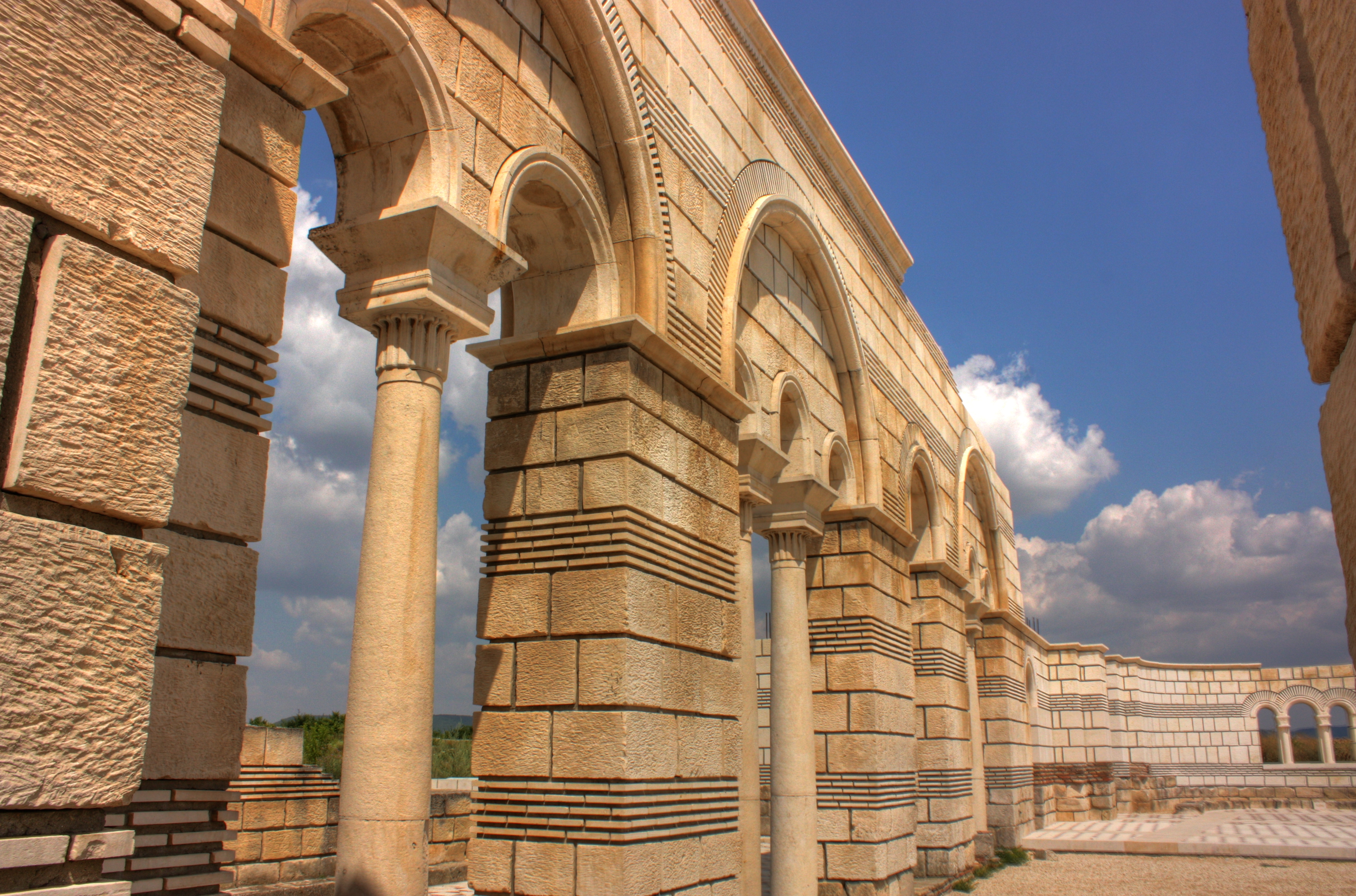
Gammal basilika i staden Pliska.

Det "första bulgariska riket" bildades när ett östligt folk, bulgarerna eller protobulgarerna, flyttade in i området i slutet av 600-talet och med tiden blandades med de slaver som sedan tidigare levde där. Under khanen Boris I antogs officiellt kristendomen år 864.
En till bulgarisk fornslaviska närstående språkform, fornkyrkoslaviskan, användes som liturgiskt språk hos olika slaviska folk och utvecklades till de varianter av kyrkslaviska som fortfarande används i liturgin i östligt ortodoxa kyrkor i slaviska länder. Städerna Preslav och Ohrid i det bulgariska imperiet blev viktiga lärosäten, där troligen det kyrilliska alfabetet utvecklades.

### Bulgarien blev självständigt
Det första bulgariska rikets tid präglades till stor del av konflikter med Bysantinska riket, och från slutet av 900-talet till slutet av 1100-talet var Bulgarien mestadels integrerat i detta. 1186 blev Bulgarien åter självständigt under det "andra bulgariska riket", som blev en stormakt som härskade över väsentliga delar av Balkanhalvön. I slutet av 1300-talet erövrades Bulgarien av det Osmanska riket, som landet sedan kom att tillhöra i nästan 500 år till 1878.
Munken Paisij Chilendarski var den första som skrev på modern bulgariska med sin Den slavisk-bulgariska historien från 1762. Detta historieverk har blivit något av ett nationalepos, och satte i gång en nationell kulturell och politisk rörelse, den bulgariska renässansen. Ryssland var en aktiv part i Bulgariens självständighetskamp under andra hälften av 1800-talet.

### Furst Alexander
I september 1879 hölls de första allmänna valen till parlamentet. Parlamentet dominerades av liberaler, som furst Alexander hade svårt att samarbeta med. Han lät upplösa parlamentet och utlyste nyval.

### Furst Ferdinand
När fursten hade lämnat landet togs styret över av ett regentskapsråd, lett av talmannen Stambolov. En nationalkongress samlades för att välja ny regent, medan förhållandet till Ryssland blev allt sämre. I mars 1887 skedde flera revolter vid olika militärregementen och Stambolov slog ned dessa brutalt - som straff avrättades var tjugonde soldat vid dessa regementen. Nationalförsamlingens sökande efter en ny regent kunde avslutas när prins Ferdinand av Sachsen-Coburg-Gotha i juli 1887 valdes till ny regent.

### Balkankrigen
När Ivan Gesjov tillträdde som premiärminister 1911 ville han förbättra relationerna med Ryssland. Ryssland ville att Bulgarien och Serbien skulle ingå en allians. I Albanien skedde upplopp och revolter och Ryssland fruktade att någon av stormakterna skulle välja att intervenera militärt. Både Serbien och Bulgarien var intresserade av att erövra territorium från Osmanska riket och den 13 mars 1912 kom man överens om att Makedonien skulle delas. I maj slöts ett liknande avtal med Grekland och tillsammans med Montenegro bildade länderna en hemlig pakt, Balkanförbundet, riktad mot Osmanska riket. I oktober anföll de allierade och Första Balkankriget inleddes. Det blev en stor framgång för Bulgarien. Landet erhöll 1913 kust vid joniska havet och Adrianopel. Oenighet med de andra segrarmakterna ledde samma år till Andra Balkankriget där Bulgarien besegrades och tvingades avträda en stor del av landvinsterna i första kriget.

### Första världskriget

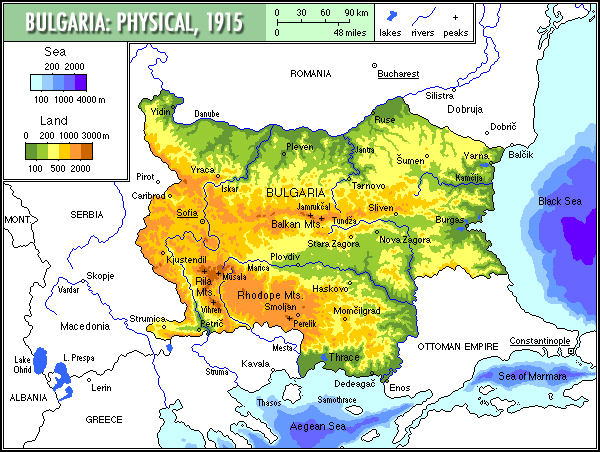
Konungariket Bulgarien, 1915.

Efter Balkankrigen behövde landet pengar för att kunna börja betala av krigsskadeståndet och i juli 1914 fick Bulgarien låna 500 miljoner leva av tyska banker. När första världskriget bröt ut uppvaktades både Ferdinand och premiärminister Vasil Radoslavov av både ententen och centralmakterna men kungen förklarade att landet var strikt neutralt. Landet hade en strategisk placering mellan Turkiet och Österrike nära Bosporen och hade trots nederlaget kvar en betydande armé. I oktober 1915 gick Bulgarien med i kriget på centralmakternas sida och deltog i det lyckade fälttåget mot Serbien.
Medverkan i kriget skapade dock stora problem med matförsörjningen. Livsmedel och hästar köptes upp eller beslagtogs av militära myndigheter och hungersnöden utmynnade i krav på att Bulgarien skulle dra sig ur kriget. När Frankrike och Storbritannien anföll den 15 september 1918 hade de bulgariska trupperna inte mycket att sätta emot och den 29 september undertecknades ett avtal om eldupphör. Ferdinand abdikerade och lämnade Bulgarien den 3 oktober. Han efterträddes av sin son Boris III.

### Mellankrigstiden
Efter världskriget tog Agrarpartiet under Aleksandăr Stambolijski makten i landet efter en inledande kamp med socialisterna och ett tveksamt val 1920. En jordreform genomfördes och i valet 1923 vann Agrarpartiet en storseger. Dock genomfördes en statskupp i juli 1923 och Stambolijski dödades. Den nya regimen under Aleksandăr Tsankov förföljde agrarer och kommunister. Efter ett kort demokratiskt mellanspel i början av 1930-talet inträffade flera statskupper och från 1935 var makten hos kung Boris, som förbjöd de politiska partierna.

### Andra världskriget
När andra världskriget bröt ut i september 1939 förklarade sig Bulgarien neutralt. Kung Boris sade nej till propåer om att ingå i pakter med andra länder och tackade nej till en biståndspakt med Sovjetunionen i oktober 1939, erbjudande att ingå i Balkanpakten i februari 1940 och ett nytt förslag i november 1940 om en biståndspakt med Sovjetunionen som skulle ge Sovjet en flottbas i Bulgarien. Frankrikes fall sommaren 1940 innebar att det tyska trycket på balkanstaterna ökade och i Wien tilldelades den 7 september 1940 Bulgarien södra Dobrudzja, vilket tyskarna tvingade Rumänien att släppa.
I december 1940 inleddes dock samtal med Tyskland eftersom tyskarna planerade att anfalla Grekland. Den 1 mars 1941 undertecknade premiärminister Bogdan Filov Tremaktspakten med Tyskland i Wien och därefter kunde tyska trupper transporteras genom Bulgarien på väg till Grekland. Därmed hade Bulgarien anslutit sig till axelmakterna. Bulgarien förklarade därmed även krig mot Grekland och Jugoslavien. Vid tidpunkten hade Tyskland och Sovjetunionen ingått anti-angreppspakten Molotov–Ribbentrop-pakten varför en anslutning till Axelmakterna mötte litet internt motstånd. Initialt deltog inte Bulgariska trupper i striderna mot Jugoslavien men i slutskedet av kriget mot Grekland gick bulgariska trupper in och ockuperade delar av Thrakien och Makedonien.
När Tyskland anföll Sovjetunionen i operation Barbarossa valde Bulgarien att inte delta. Anfallet mot Sovjet resulterade i intern oro i Bulgarien som dels hade en stark kommunistisk opposition, dels på andra sätt stod Sovjetunionen och Moskva nära. En väpnad motståndsrörelse, Fäderneslandets front, etablerades. Fäderneslandets front bestod av en blandning av kommunister och nationalister av olika politiska schatteringar som enades med målet att Bulgarien skulle utträda ur kriget.
I takt med att Tysklands ställning försvagades växte motståndet till kriget och regimen. Kung Boris avled och ersattes av sin omyndige son Simeon Sachsen-Coburg-Gotha. I augusti 1944 vann den sovjetiska Röda armén avgörande slag mot axeltrupper i grannlandet Rumänien vars ledning deklarerade att de utträdde ur axelmakterna och öppnade sina gränser för Sovjettrupperna. Den 17 augusti 1944 förklarade sig Bulgarien vara neutralt och krävde den 23 augusti att alla tyska trupper skulle lämna landet. Då hade Röda armén redan nått långt i Rumänien och den 30 augusti förklarade Sovjetunionen att de inte tänkte respektera Bulgariens neutralitetsförklaring. Fäderneslandets front iscensatte en statskupp mot regimen och tog över ledningen av landet 2 september. Den 5 september förklarade Sovjetunionen trots det krig mot Bulgarien. Den nya bulgariska regimen instruerade försvarsstyrkorna att inte göra motstånd mot Sovjetstyrkorna. Den 7 september hade alla tyska trupper lämnat landet och samma dag förklarade Bulgarien krig mot Tyskland och anslöt sig till de allierade. Bulgariska styrkor evakuerades ur Grekland. Efter att ha avvärjt ett anfall från axelmakterna deltog bulgariska trupper i befrielsen av Jugoslavien och nådde så långt som upp till Österrike som deltagare i de allierade offensiverna i krigsslutet. Vid krigsslutet kvarstod Dobrudzja-området som en del av Bulgarien vilket därmed blev det enda land som ingått bland axelmakterna som gjorde territoriella vinster som kvarstod efter krigsslutet.

### Folkrepubliken
Efter krigsslutet tog kommunisten Georgi Dimitrov över ledningen av landet. Folkrepubliken Bulgarien utropades samma år och Bulgariens kommunistiska parti blev det statsbärande partiet. Bulgarien kom att hamna bakom Järnridån och ingick därmed i det så kallade Östblocket och var delvis sovjetkontrollerat. Dimitrov avled 1949 och efterträddes av Vălko Tjervenkov, Tjervenkov var en hårdnackad stalinist och hans styre präglades av en omfattande personkult och omfattande förföljelser av oliktänkande. Tjervenkovs inflytande avtog dock efter Josef Stalins död 1953 och 1954 avsattes han som kommunistpartiets generalsekreterare och förlorade därmed makten. Från 1954–1989 styrde Todor Zjivkov. Förändringarna i Östeuropa i slutet av 1980-talet nådde även Bulgarien: 1989 avsattes Zjivkov och 1990 valdes den förste icke-kommunistiske presidenten och 1991 infördes en demokratisk grundlag i landet.

### Nutidshistoria
Bulgarien blev medlem av Nato 2004 och av Europeiska unionen 1 januari 2007. I juni 2009 ställde Bulgarien (tillsammans med Rumänien), för första gången upp i EU-parlamentsvalet samtidigt som de övriga medlemsländerna, vilket bidrog till att göra valet det största EU-parlamentsvalet i EU:s historia, världens största transnationella val och världens näst största demokratiska val efter det indiska.

## Geografi

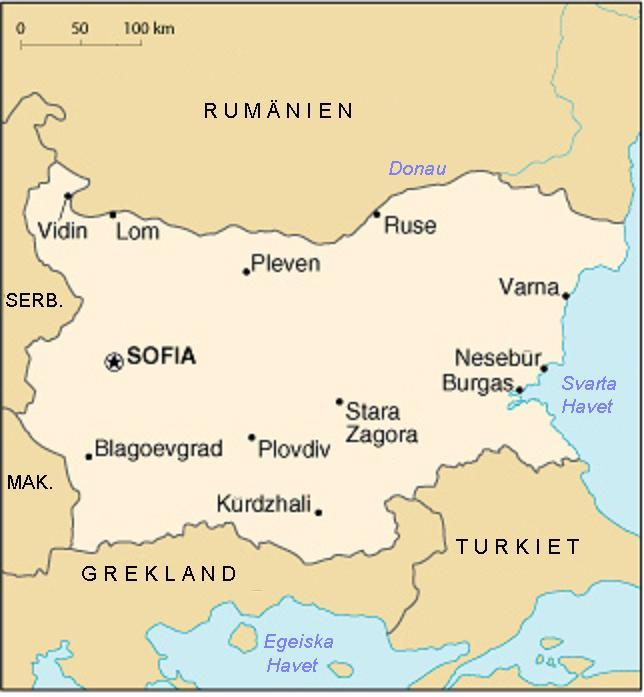
Karta över Bulgarien.

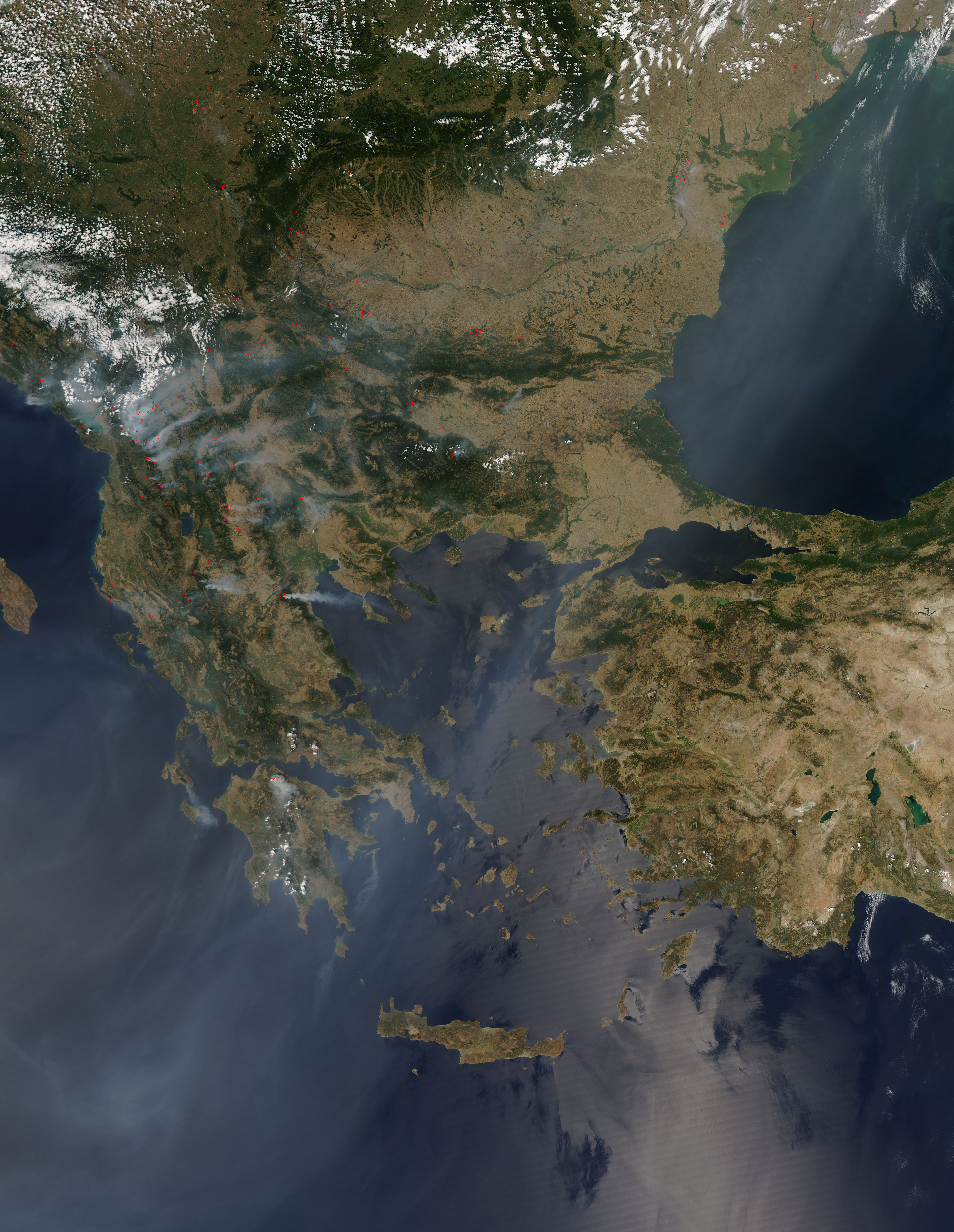
Satellitbild över Bulgarien och den brand som bröt ut på Balkanhalvön 25 juli 2005.

Bulgarien består av delar av de klassiska regionerna Thrakien, Moesia och Makedonien.

### Topografi
Den sydvästliga delen av landet är bergig med två alpina bergskedjor, Rilabergen och Pirinbergen. Längre österut ligger den lägre men mer extensiva bergskedjan Rodopibergen. Rilabergen inkluderar Balkans högsta topp, Musala som når 2 925 meters höjd. Balkanbergen går igenom hela landet från väst till öst, norr om den välkända Rosendalen. Området söder om bergskedjan kallas Östrumelien.
Bulgarien har flera bergskedjor, bland annat Rodopibergen, Pirinbergen, Rilabergen och Balkanbergen, som även kallas Stara Planina. Andra geografiska områden inkluderar Burgasbukten och det historiska Sjipkapasset.

### Hydrografi
I sydöst, öst vid Svarta havet samt norr vid floden Donau finns kuperad slättmark. Andra större floder är Struma och Maritsa i söder.
Bland Bulgariens floder märks Maritsa, Iskăr, Jantra, Mesta, Struma och Tundzja.

### Klimat
Bulgarien har i sina norra och nordvästra delar ett inlandsklimat, medan klimatet i sydöst är av medelhavstyp, och i bergsområdena av övergångstyp. Medeltemperaturen är +5 °C på vintern och 27 °C på sommaren. (Vid kusterna)
Nederbörden håller sig mellan 530 och 685 millimeter per år, utom i bergsområdena där det faller omkring 1 200 millimeter. Den har sommarmaximum i norra delen och vintermaximum i söder. Snö faller mest i bergstrakterna, men även låglandsområdena i norr kan under några veckor ha snötäcke.

### Växt- och djurliv

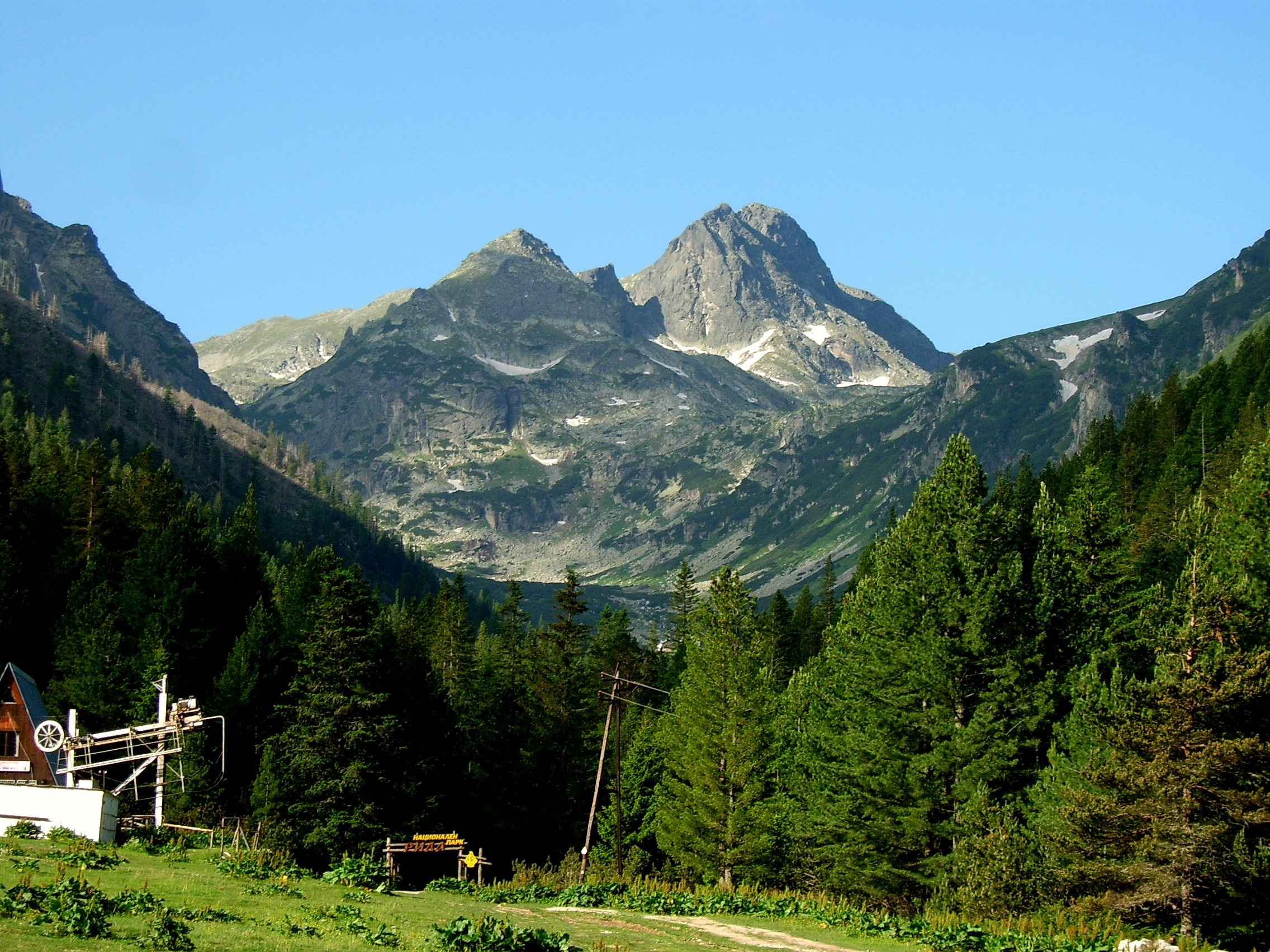
Maljovitsa, Rilabergen.

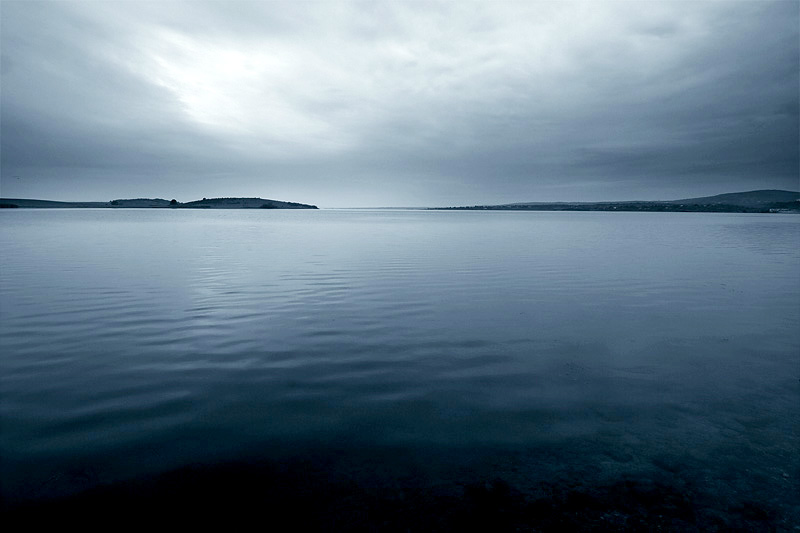
Mandrensko insjö.

Flera olika biogeografiska provinser möts i Bulgarien, vilket innebär att både flora och fauna är förhållandevis artrika. Landet hyser även ett flertal endemiska arter.
Mycket av den ursprungliga vegetationen är ödelagd. I dag är en tredjedel av landet skogklädd, varav nästan en tredjedel utgörs av sentida planteringar. Stora områden, som ursprungligen hyste sommargröna lövskogar, har numera ersatts av buskmarker, så kallade sjibljak, med bland annat hassel, ullek, berberis, judasträd och syren. På Balkanbergens (Stara planina) lägre delar samt i hela norra och västra Bulgarien är floran av centraleuropeisk typ. Skogarna domineras av ekar (ungersk, turkisk, skogs- och bergek) och avenbok, med inslag av bok och lönnar. På högre nivåer dominerar bokskog. På vissa ställen finns även barrskog med silvergran, gran, tall och makedonisk tall. Rodopibergens lägre delar är bevuxna med lövskog av bok, avenbokarter, ekarter, europeisk humlebok och mannaask. På högre höjd ersätts dessa av barrskog med svarttall, tall och silvergran. I nordöstra Bulgarien är vegetationen ursprungligen stäppartad med gräs och ettåriga örter, men området är numera till stora delar uppodlat. I sydöst består skogarna av flera ekarter och orientalisk bok.
Däggdjursfaunan i skogs- och bergsområdena är typiskt centraleuropeisk med dovhjort, rådjur, vildsvin, vildkatt, gems, brunbjörn och varg. På stäppområdena i nordöst finns sisel, hamster, stäpp- och tigeriller. I landets södra delar finns också guldschakal. Gott och väl 350 fågelarter har påträffats, varav 240 är regelbundna häckare. Häribland finns många rovfågelarter, samtliga europeiska hackspettarter, vit resp. svart stork, härfågel och biätare. Bland kräldjuren kan särskilt nämnas kärrsköldpadda, smaragdödla, taurisk murödla (Podarcis taurica) och eskulapsnok.

## Styre och politik

### Författning och styre

#### Parlamentet

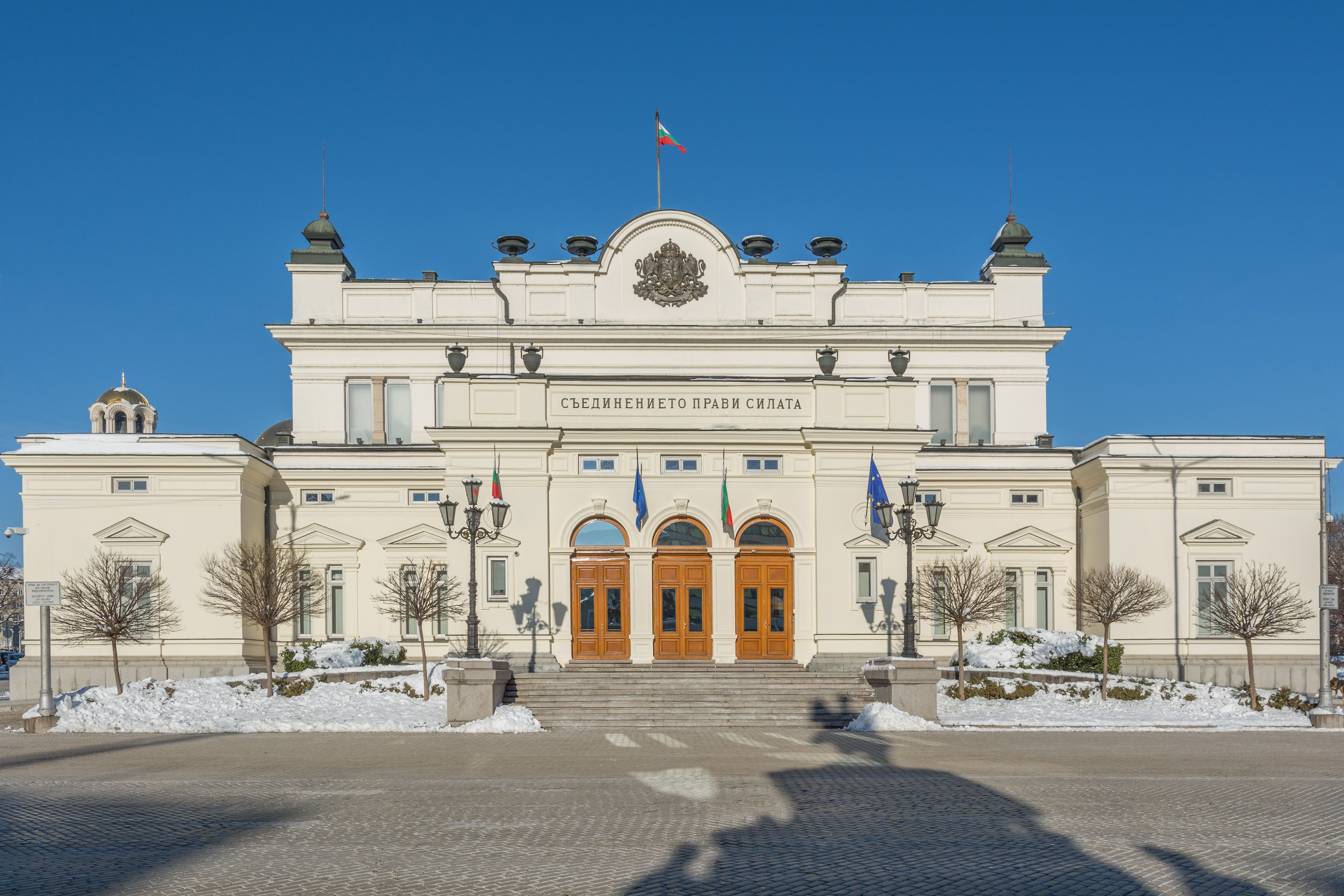
Bulgariens nuvarande författning antogs 12 juli 1991. Enligt den är Bulgarien en parlamentarisk republik.
Parlamentet ====
Nationalförsamlingens byggnad.

Bulgarien har ett enkammarparlament som kallas Nationalförsamlingen (Narodno săbranie) och består av 240 ledamöter valda för en fyraårig mandatperiod i allmänna val. Väljarna röstar på partilistor eller koalitionslistor av flera partier. De 28 administrativa regionerna utgör valkretsar. Listorna måste komma över en spärr på fyra procent för att komma in i parlamentet.
Parlamentet ansvarar för att stifta lagar, godkänna budgeten, planera presidentval, välja och avsätta premiärministern och övriga ministrar, förklara krig, sätta in trupper i andra länder samt ratificera internationella fördrag och överenskommelser.
I det nationella parlamentsvalet, den 5 juli 2009, fick partiet Medborgare för Bulgariens europeiska utveckling (GERB) 40 procent av rösterna, vilket innebar att den regerande socialistregeringen förlorade makten. Efter inre konflikter bland vissa av oppositionspartierna lyckades GERB tillskansa sig en majoritet av mandaten. Partiet har därmed kunnat säkra regeringsmakten, under ledning av premiärminister Bojko Borisov.

#### Presidenten

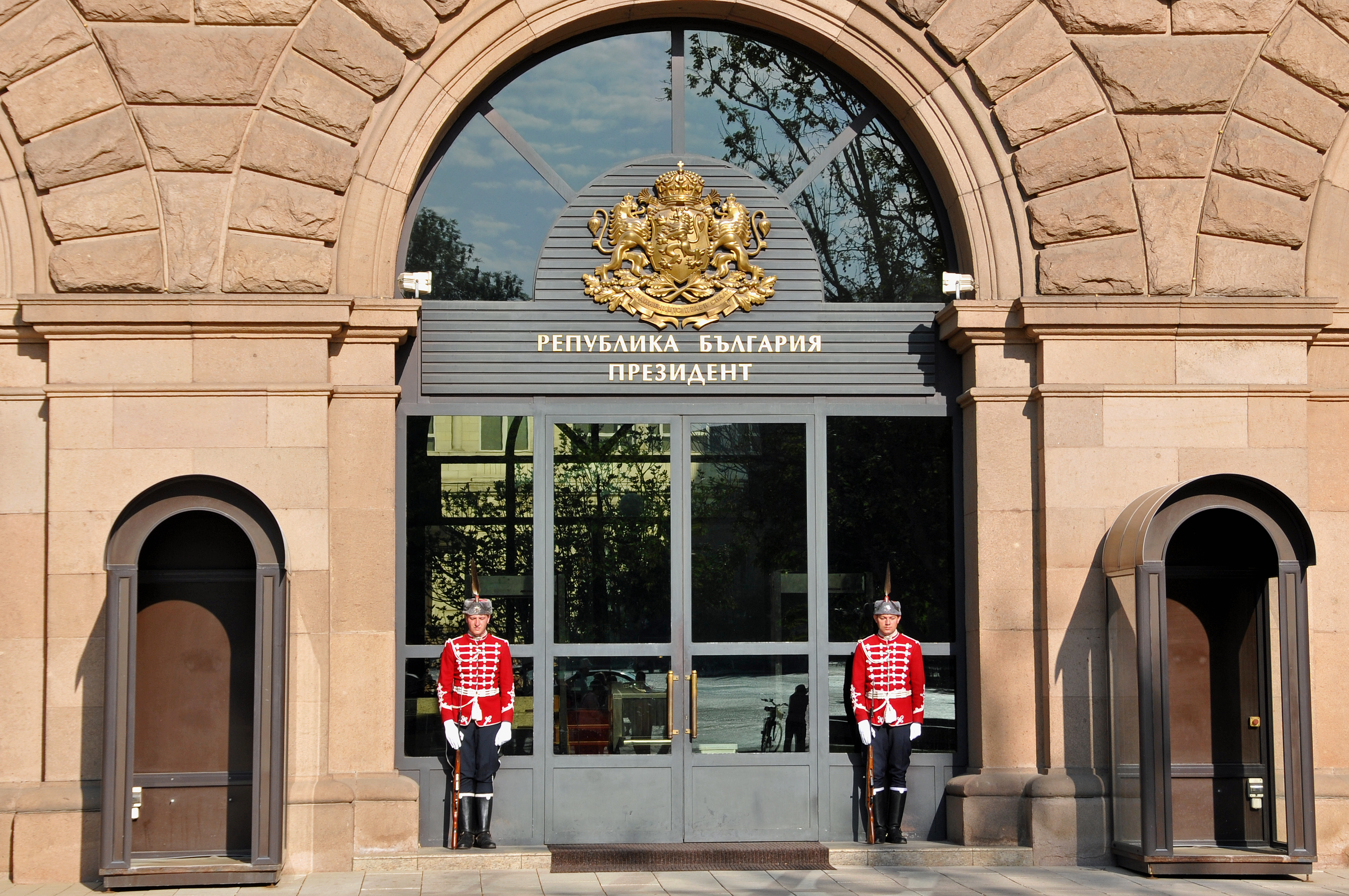
Vakter från det bulgariska nationalgardet utanför presidentpalatset i huvudstaden Sofia.

Bulgariens president (sedan januari 2017 Rumen Radev) väljs i direkta val för en femårig mandatperiod med möjlighet till omval en gång. Presidenten är statschef och överbefälhavare och kan fördröja lagstiftning genom att återkalla lagförslag till parlamentet för ytterligare debatt. Parlamentet kan dock upphäva presidentens veto med ett enkelt majoritetsbeslut.

#### Premiärministern
Premiärministern nomineras av den största gruppen i parlamentet och ges mandat av presidenten att bilda regering.

#### Regering

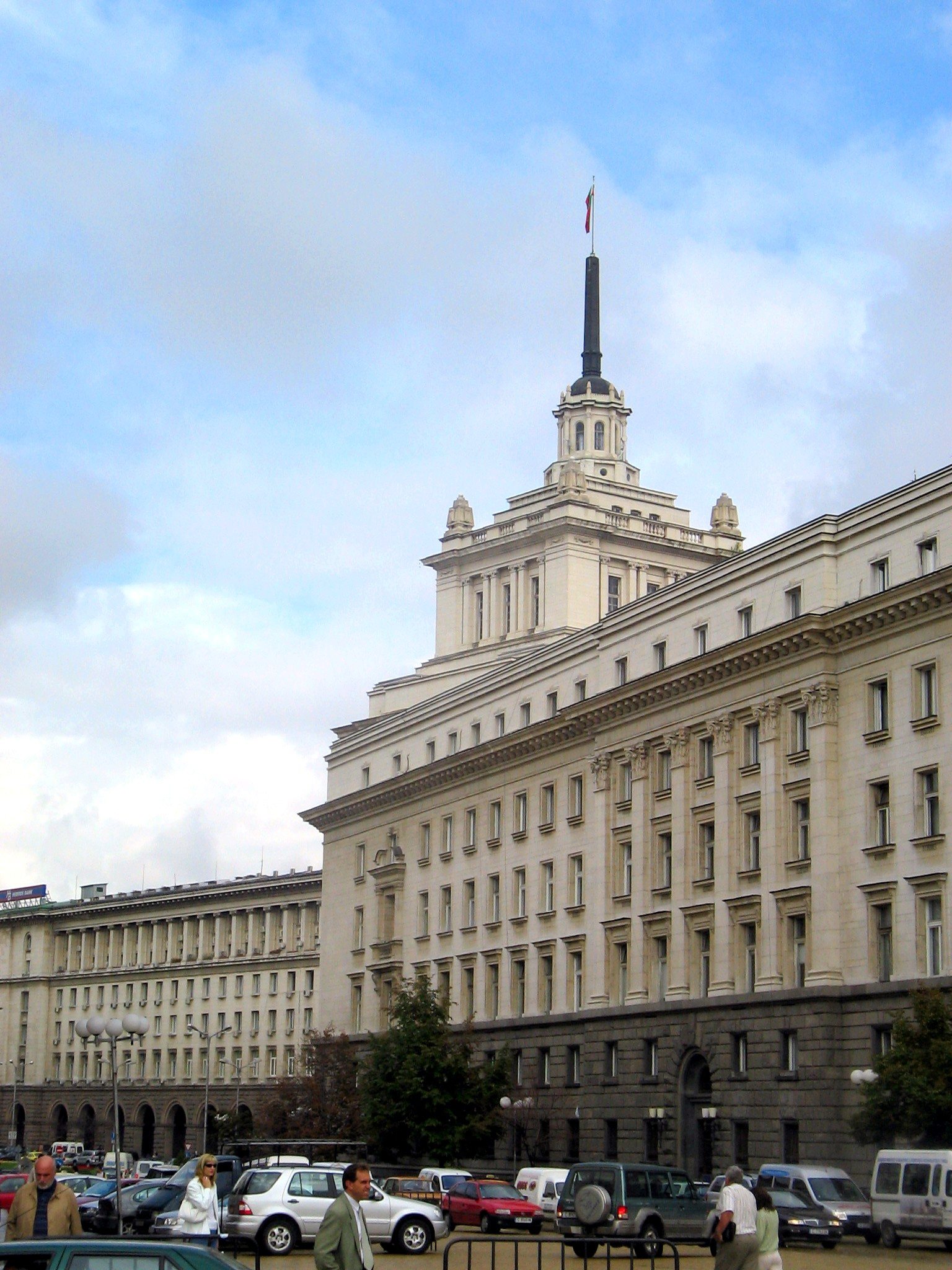
Utsikt över Largo, där presidenten och ministrarna håller till.

Ministerrådet (regeringen) leds av premiärministern och är det viktigaste verkställande organet. För närvarande består det av 20 ministrar.

### Administrativ indelning
Republiken Bulgarien indelas administrativt i: 
- 6 statistiska regioner
- 28 regioner (oblast), som var och en leds av en landshövding som utses av regeringen. Huvudstaden Sofia utgör en egen region.
- 265 kommuner.

#### Regioner (oblast)
| - Blagoevgrad - Burgas - Dobritj - Gabrovo - Haskovo - Jambol - Kărdzjali - Kjustendil - Lovetj - Montana - Pazardzjik - Pernik - Pleven - Plovdiv | - Razgrad - Ruse - Sjumen - Silistra - Sliven - Smoljan - Sofia stad - Sofia - Stara Zagora - Tărgovisjte - Varna - Veliko Tărnovo - Vidin - Vratsa |

### Politik
Efter kommunismens fall har det politiska livet i Bulgarien dominerats av de två största partierna Bulgariska socialistpartiet (det gamla statsbärande kommunistpartiet) och Demokratiska krafters union.
I Europaparlamentsvalet 2007 fick Medborgare för Bulgariens europeiska utveckling (GERB) 21,7 procent av rösterna och blev således det största partiet i Bulgarien. Partiet är ett center-högerpolitiskt parti och är medlem i Europeiska folkpartiet (EPP) och dess Europaparlamentariker ingår i Europeiska folkpartiets grupp (kristdemokrater) (EPP).
Med undantag för ett kortare avbrott styrdes Bulgarien av högerpartiet GERB och premiärminister Bojko Borisov från 2009 fram till valet i april 2021. Ett ökande missnöje med Borisovs styre gjorde att Gerb tappade mark i valet men partiet blev ändå störst i parlamentet.

### Rättsväsen
Det bulgariska rättssystemet består av regionala domstolar, distriktsdomstolar och appellationsdomstolar samt en högsta kassationsdomstol. Dessutom finns en högsta förvaltningsdomstol och ett system av militärdomstolar. Ordförandena i högsta kassationsdomstolen och högsta förvaltningsdomstolen samt generalåklagaren väljs med två tredjedels majoritet av alla medlemmar av högsta rättsliga rådet. Det högsta rättsliga rådet ansvarar för förvaltning och organisering av rättsväsendet.
Författningsdomstolen ansvarar för att bedöma om de lagar och statuter som hänvisas till den är i enlighet med författningen och med internationella fördrag som regeringen har undertecknat. Parlamentet väljer de 12 medlemmarna i författningsdomstolen med två tredjedels majoritet för en period på nio år.

### Internationella relationer
Bulgarien är medlem i Organisationen för ekonomiskt samarbete i Svartahavsområdet (BSEC) och har haft ett frihandelsavtal med European Free Trade Association (EFTA) sedan 1994.
Den 25 april 2005 undertecknade Bulgarien anslutningsfördraget med EU och blev medlem 1 januari 2007. Till skillnad från övriga EU-länder, höll Bulgarien Europaparlamentsval 2007 och Rumänien Europaparlamentsval 2007 eftersom de anslöt unionen den 1 januari 2007 - mitt i en mandatperiod. Europaparlamentsvalet i Bulgarien 2009 blev därför det första valet till Europaparlamentet som bulgarerna röstade i samtidigt som övriga EU. Valdeltagandet ökade kraftigt, med nästan tio procentenheter, till knappt 39 procent.

### Försvar
Med Bulgariens införande av demokrati 1990 sänktes försvarskostnaderna dramatiskt: räknat i konstantvärde var försvarskostnaden 1989 4,5 miljarder USD och 4,4 % av BNP för att 1992 gått ned till 1,5 miljarder USD och 3 % av BNP. Bulgarien sökte 1997 medlemskap i Nato och blev medlem 2004.[källa behövs]
Fram till 2013 har den årliga försvarskostnaden legat på mellan 1,4 miljarder USD och 700 miljoner USD med en tydlig sänkning efter 2008 års kris. År 2013 var försvarets andel av BNP 1,6 %. Som en reaktion på det hårdnande internationella läget under 2014 har Bulgarien gjort utfästelser att fram till 2020 öka försvarskostnaderna stegvis till de 2 % av BNP som Natoländerna 2002 kom överens om att alla medlemsländer minst ska lägga på försvaret.
Det bulgariska försvaret är uppdelat i 3 delar: de bulgariska landstyrkorna, den bulgariska flottan och det bulgariska flygvapnet.
Försvaret, som 2004 byggde på selektiv värnplikt med en första tjänstgöring om nio månader, omfattade 45 000 man med cirka 300 000 man i reserv och var organiserat i en armé om 25 000 man med fem mekaniserade brigader. Marinen omfattade 4 400 man med en ubåt, en fregatt, 23 patrullbåtar, två landsättningsfartyg och ett marinflyg med cirka tio stridshelikoptrar med mera. Flygvapnet omfattade 13 100 man med cirka 177 stridsflygplan och 25 attackhelikoptrar. Materielen var halvmodern av sovjetiskt och inhemskt ursprung. Halvmilitära säkerhetsstyrkor uppgår till 16 000 man, därtill kommer 18 000 man för järnvägs- och övrigt konstruktionsarbete.
Bulgarien har medverkat i några av FN:s fredsbevarande insatser samt därutöver i Irak med 500 man. Tidigare har bulgarisk militär varit verksamma i Kambodja, Bosnien och Hercegovina, Kosovo och Afghanistan. Den bulgariska flottan blev fullt utvecklad år 2006 och landstyrkorna väntas bli fullt utvecklade år 2008.[uppföljning saknas] De bulgariska elitförbanden har medverkat i uppdrag tillsammans med SAS, Delta Force, KSK, och Spetsnaz från Ryssland.[källa behövs]

## Ekonomi och infrastruktur

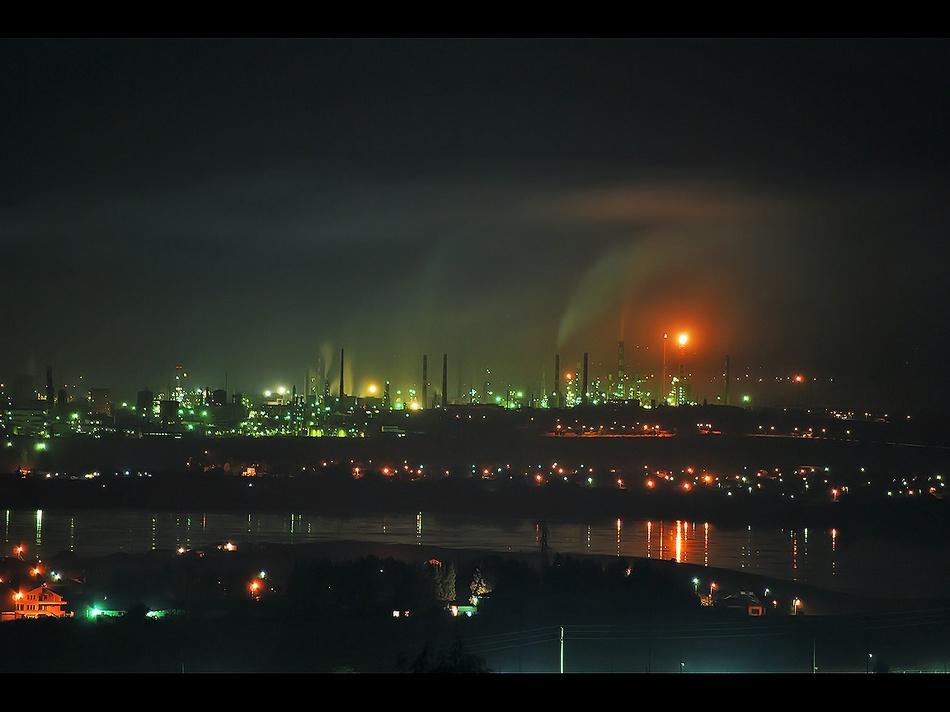
"Neftohim" raffinaderi.

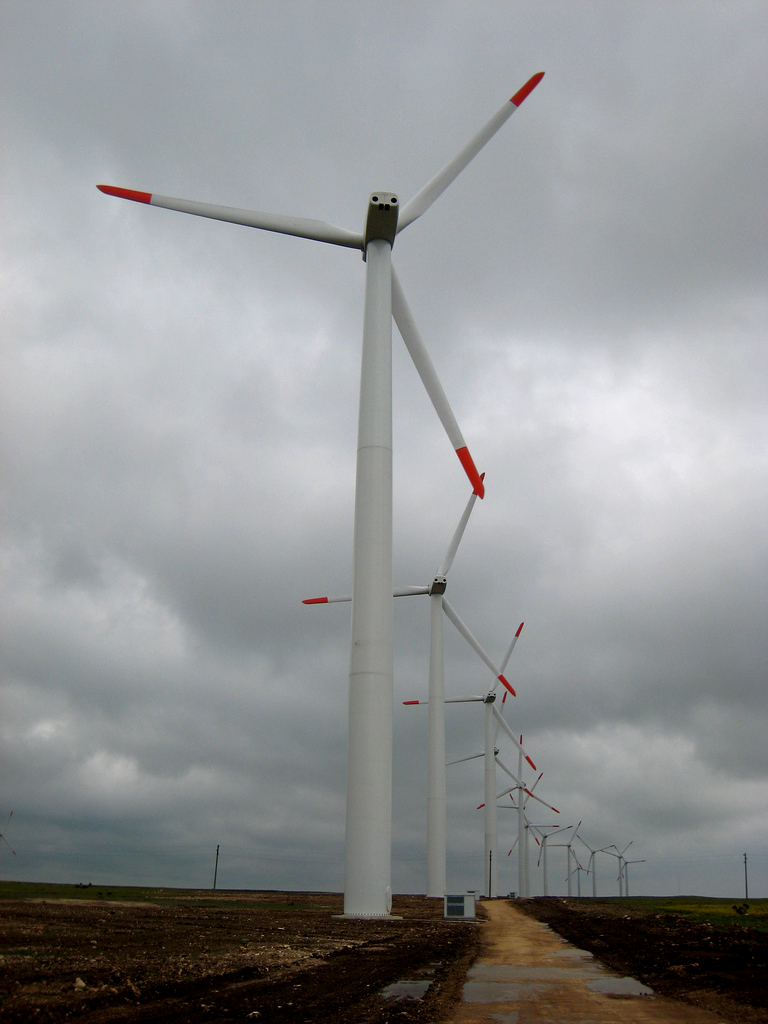
Vindkraftverk i Kavarna.

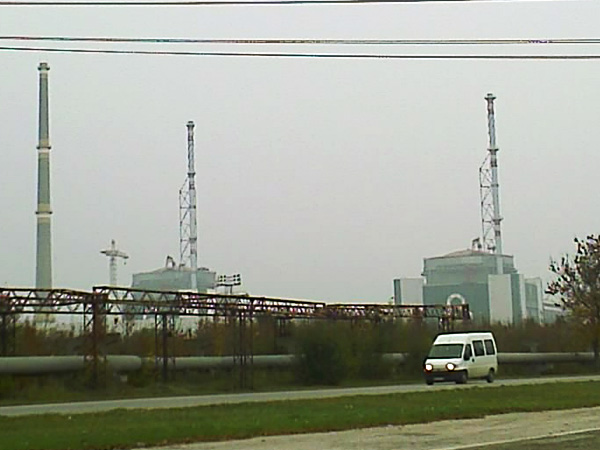
Kozlodujs kärnkraftverk.

Bulgariens ekonomi krympte dramatiskt efter 1989, då Comecon-marknaden som Bulgarien hade varit nära knuten till förlorades. Landets regering genomförde därefter stora strukturella ekonomiska reformer under 1990-talet. Målet var att flytta ekonomin från centraliserad planekonomi till en liberal, marknadsinriktad ekonomi. Reformerna omfattade privatisering av de statligt ägda företagen, liberalisering av handeln och förstärkning av skattesystemet. Det var förändringar som inledningsvis förorsakade  ekonomiska problem, men senare bidrog till att landet drog till sig investeringar och att tillväxt stimulerades. Levnadsstandarden föll med ungefär 40 procent i jämförelse med nivån innan 1990. Dessutom drabbades Bulgariens ekonomi hårt av FN:s sanktioner mot Jugoslavien och Irak.[källa behövs] 
Den ekonomiska nedgången ledde bland annat till att korruptionen ökade. Tusentals partitrogna KGB-agenter och brottare slängdes ut på gatan. Under FN:s handelsembargo mot Serbien såg de sina första smugglingsmöjligheter och skapade sina första nätverk. Brottarna anslöt sig till privata säkerhetsstyrkor (ibland kallade "Mutri") och livvaktsbolag och i viss mån blev de entreprenörer med starka band till regeringen.
De första tecknen på ekonomisk återhämtning visade sig 1994 när bruttonationalprodukten (BNP) växte och inflationen sjönk. Under 1996 kollapsade dock ekonomin på grund av avsaknad av  internationellt ekonomiskt stöd kombinerat med ett instabilt bankväsende. Landets ekonomi började återhämta sig 1997, med en BNP-ökning på 4–5 procent, ökande utländska investeringar och makroekonomisk stabilitet. Samma år antog regeringen grundläggande målsättningar för den ekonomiska politiken. Dessa inkluderade införandet av sedelfondssystemet, utöva sund finanspolitik, snabba på privatiseringen och verka för strukturreformer. Den bulgariska valutan lev knöts till euron.
Den regering som tillträdde 2001 förband sig att vidmakthålla de grundläggande målsättningar för den ekonomiska politiken som antogs av dess föregångare 1997. I juli 2004 hade ekonomin återhämtat sig till en nivå motsvarande hur det var före 1990. Bulgariens tillväxt ökade till 6 procent mellan 2004 och 2007. Landet blev medlem i EU 2007.
Bulgariens BNP per capita uppskattades (köpkraftsjusterad) 2008 till 12 900 USA-dollar (världsgenomsnittet uppskattades vid samma tidpunkt till 10 400 USA-dollar). Landet påverkades dock hårt av finanskrisen 2008. Sofiabörsen sjönk med 76,5 procent vilket var den tredje sämsta utvecklingen på världens börser under samma år. Samma år konstaterades att Bulgarien hade en av de högsta nivåerna av korruption bland EU-länderna. När många så kallade affärsmän insåg hur mycket pengar det kommer in från EU till landet gick de från att muta politikerna, till att bli politiker själva. Som en följd av detta frös EU investeringstillgångar på närmare 670 miljoner dollar under sommaren 2008 efter alarm om att "white-collar-kriminella" hade mycket nära kontakt med landets styrande.
Maffiarörelsen i Bulgarien övergick också från att smuggla cigaretter och alkohol till att istället investera i den ständigt växande fastighetsmarknaden. Landet rankas på plats nummer 57 (av 163 länder) i ett korruptionsindex. Betyget de fick var för 2006: 4,0 (Finland som var nummer 1 fick 9,6 och Haiti som var nummer 163, fick 1,8)
Per 2009 hade Bulgarien gjort en hel del förbättringar för att minska korruptionen och landet har gått i en mer positiv riktning än bland annat Ukraina och Moldavien.
Sofiabörsens Sofixindex under januari 2009 tappade närapå lika mycket som det gjorde under hela 2008, 21,5 procent jämfört med 2008 års fall på 25,6 procent. Börsen började återhämta sig under det påföljande året och Sofiabörsen tillhörde de tre starkaste börserna under augusti 2009.
År 2019 levde 21 procent av befolkningen i allvarlig materiell fattigdom. Året därpå var Bulgariens BNP 69,11 miljarder US dollar, enligt officiella data från Världsbanken. Bulgariens BNP utgjorde då 0,06 procent av världsekonomin.

### Näringsliv

#### Jordbruk
Bulgarien är ett av de största odlingsländerna för orientalisk tobak. Bulgarien var förr världens största exportör av tobak. Sedan 2010 har EU dock inte längre främjat tobaksodling, eftersom det skulle strida mot hälsodirektivet. Tobaksbönderna, vanligtvis familjeföretag, har för låga inkomster. Tobaksstaden är ett distrikt i Plovdiv, de rika tobakshandlarnas historiska hus är listade som ett monument. I mars 2016 revs ett av dessa kulturminnesmärkta hus. Cigarettillverkaren Bulgartabak, tidigare ett statligt ägt företag, privatiserades 2011. Det finns en betydande svart marknad för cigaretter i landet.

#### Tjänster och turism

##### Tjänster
Vissa multinationella företag har upprättat regionala kontor och huvudkontor i Bulgarien, främst Hewlett-Packard, som byggt sin globala servicecenter för Europa, Mellanöstern och Afrika (EMEA) i Sofia.
Bulgarien levererade många vetenskap- och forskningsinstrument av betydelse för det sovjetiska rymd-programmet, och skickade också två män i rymden: Georgi Ivanov på Sojuz 33 (1979) och Alexander Alexandrov på Sojuz TM-5 (1988). Landet deltar i Indiens mån-utforskningssatellit, Chandrayaan-1. Bulgarien blev ett av de första länderna i Europa att utveckla serieproduktion av persondatorer (Pravetz rad 8) i början av 1980-talet och har erfarenhet inom farmaceutisk forskning och utveckling.

##### Turism

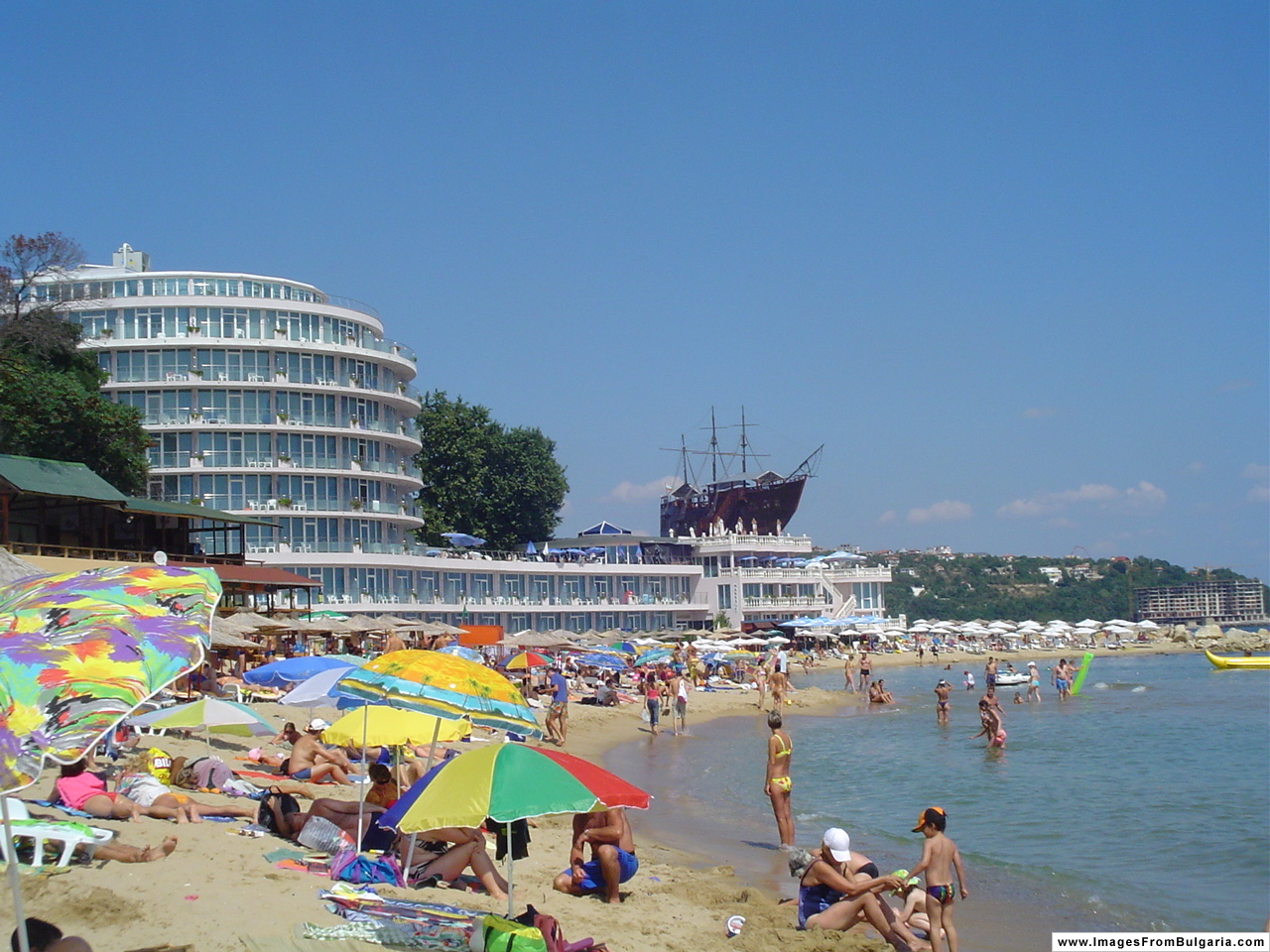
Strand i Konstantin och Helena.

Före järnridåns fall var den bulgariska Svartahavskusten tillsammans med den rumänska kusten östblockets "Mallorca" och år 1990 hade landet 4,5 miljoner ankommande turister, för att 1998 sjunkit till 3 miljoner. När kommunismen hade fallit ökade turismen till Bulgarien starkt och 2013 hade Bulgarien 4,9 miljoner turister från utlandet. De största grupperna besökare kom från de närliggande länder. När covid-19-pandemin hade brutit ut minskade turismen kraftigt. År 2020 kom 1 364 688 turister till Bulgarien från bland annat Rumänien (294 544), Tyskland (82 772), Grekland (84 206), Nordmakedonien (127 160), Serbien (172 262), Ukraina (86 642) och Storbritannien 40 006.
Bland populära turistmål kan nämnas: Sofia, Burgas, Sunny Beach (Slăntjev Brjag) och Golden Sands (Zlatni pyasatsi).

### Handel
Generösa skatte- och investeringssubventioner har implementerats för att främja utländska investeringar. Bulgarien har Europas lägsta inkomst- och företagsskatt, 10 procent för både privatpersoner och företag. Detta gör Bulgarien till ett mycket förmånligt land att göra affärer i. Vidare har Bulgarien en kompetent, välutbildad arbetskraft, samt den lägsta medelinkomsten i Europa, vilket gör Bulgarien intressant ur ett utlokaliseringsperspektiv.
Bulgarien har under 2000-talet haft en lovande affärsutveckling. Importen till Bulgarien - med EU-medlemsländer som största handelspartners - har ökat kraftigt. Utländska direktinvesteringar (FDI) har exploderat med en årlig ökning på 40 procent 2003–2007, vilket gör Bulgarien till vinnaren i Östeuropa när det gäller att locka till sig FDI.
Tyskland var 2019 Bulgariens viktigaste handelspartner. Över 5 000 tyska företag  handlade aktivt med Bulgarien, varav 1 200 var representerade lokalt. Den totala handelsvolymen 2019 uppgick till cirka 35 miljarder EUR, handelsvolymen med Tyskland uppgick 2019 till cirka 3,7 miljarder EUR (10,5 %). Den tyska exporten till Bulgarien uppgick till 4,21 miljarder euro, importen från Bulgarien till 5,41 miljarder euro. År 2021 hade Bulgariens export ett värde av 2 308 miljoner kronor, vilket var 0,4 procent av EU-ländernas totala export.

### Infrastruktur

#### Transporter

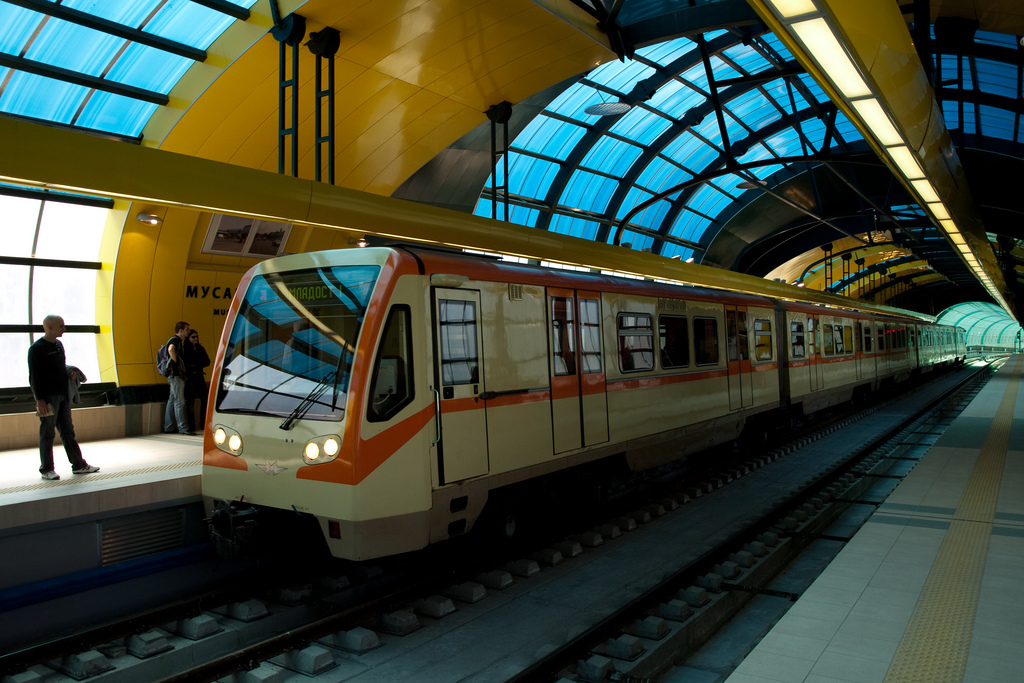
Musagenitsastationen i Sofias tunnelbana.

Landtransporterna har traditionellt dominerats av de öst–västliga förbindelselederna från Sofia mot Burgas och Varna vid Svarta havet. Huvuddelen av godstrafiken sker på landsväg, och vägnätet har genomgått en ständig utbyggnad med bland annat tillkomsten av cirka 500 kilometer motorväg. Transittrafiken genom Bulgarien är betydande. Bulgarien har 4 294 kilometer järnväg, varav 2 270 kilometer är elektrifierade.
Bulgarian Railway Company (BRC) har licens för inrikes och utrikes transporter. Bolaget startades 2004. Det är helt privatägt.
Den bulgariska regeringen lanserar på nytt processen om privatisering av BDZ Freight Services, fraktenheten inom det nationella bolaget, Bulgariska Statsjärnvägarna, BDZ. Trafikministern, Ivaylo Moskovski, har lämnat in ett förslag om att privatisera det aktuella företaget, enligt den bulgariska nyhetsbyrån Novinite. Ett tidigare försök att lägga ut BDZ Freight Services till försäljning stoppades av landets förra regering, skriver Novinite.

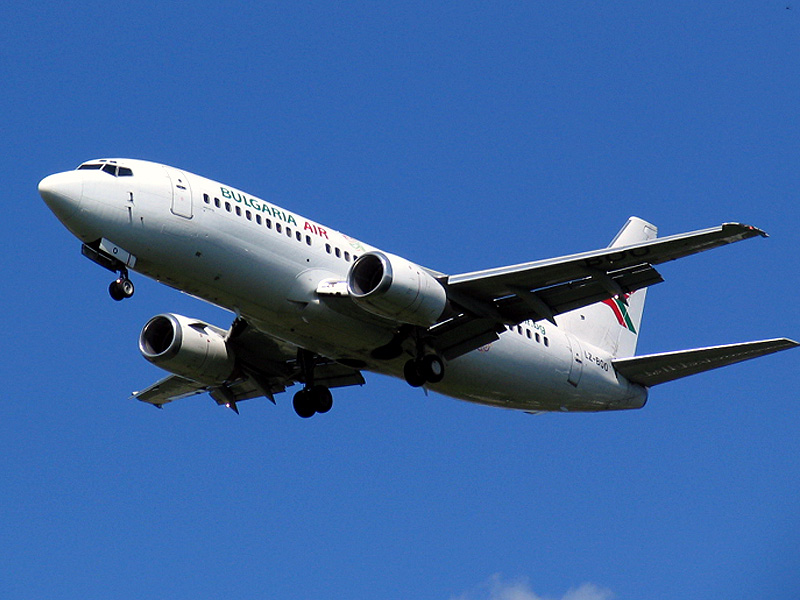
Boeing 737, Bulgaria Air.

Av vattenvägarna är endast Donau av betydelse för frakttrafiken. Viktiga flodhamnar är Lom, Svisjtov och Ruse, och omlastningshamnar vid Svarta havet är Burgas och Varna (främst för trafiken till Ryska federationen). Internationella flygplatser finns i Sofia, Burgas och Varna. Det statliga flygbolaget Bulgaria air trafikerar dessa flygplatser.
Sofia har även ett 18 kilometer långt tunnelbanenät med totalt 14 stationer.

#### Telefoni och Internet

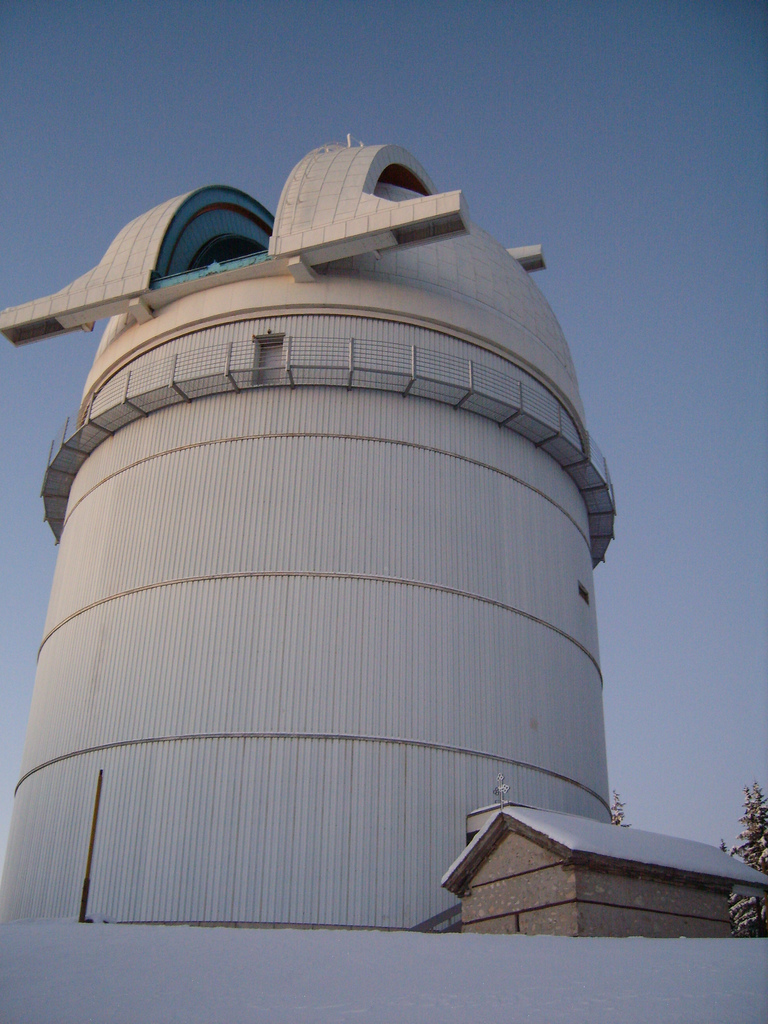
Två meter teleskop vid Rozhens observatorium.

Telekommunikation har blivit en av de växande branscherna i landet. Tre GSM-mobil-operatörer - Globul, Mobiltel och Vivatel - ger nästan 100 procent täckning var. De har ett nätverk av service-center i hela landet. Bulgarerna använde cirka 10 miljoner mobiltelefoner år 2006. Mobikom tillhandahåller endast tekniken NMT 450. Bulgarer i städerna har tillgång till Internet, och nyligen har de flesta byar fått snabb uppkoppling och VoIP; BTK erbjuder DSL-anslutning i större städer. Bulgarien hade över 4,2 miljoner internetanvändare år 2016.

#### Utbildning och forskning
De flesta barn går i förskola. Skolplikten, som är åttaårig, inträder vid sju års ålder. Efter en fyraårig primärskola följer sekundärskolan uppdelad på två fyraåriga stadier. I genomsnitt går knappt 10 procent av en årskull till högre studier. Av den vuxna befolkningen var år 1992 2 procent icke läs- och skrivkunnig.
PISA-studien år 2015 visade att 41,5% av eleverna i nionde årskursen är funktionella analfabeter och eleverna presterade under snittet för OECD-länderna i läs- och skrivkunnighet, matematik och vetenskap på ranking 45 av 72 länder.
Det finns fem universitet. Det största och äldsta, Kliment Ochridski, ligger i Sofia, grundat 1888. Därutöver finns högskolor för pedagogik, medicin, nationalekonomi, teknik et cetera. Sofias universitet har 15 fakulteter och tre avdelningar, totalt studerar 14 000 studenter där. Det finns också ett tillhörande universitetsbibliotek, universitetets egen tidning, en datorsal, en idrottslokal och andra diverse byggnader. Nuvarande rektor är Bojan Bioltjev. Universitetet kunde byggas tack vare finansiellt stöd från Evlogi Georgiev och Christo Georgiev, därför finns deras statyer utanför huvudingången.[källa behövs]
Den bulgariska vetenskapsakademien, den ledande vetenskapliga institutionen i landet, sysselsätter de flesta av Bulgariens forskare, som arbetar i dess många filialer.
Det privata näringslivet hade mer än 73 % av utgifterna för forskning och utveckling och sysselsatte 42 % av Bulgariens 22 000 forskare 2015.
Bulgarien är värd för två stora astronomiska observationsorgan: Rozhen-observatoriet, det största i sydöstra Europa, och Belogradchik-observatoriet med tre teleskop, samt flera offentliga astronomiska observatorier med planetaria, fokuserade på utbildning och utåtriktad verksamhet.

#### Sjukvård, andra viktiga samhällstjänster
Det sociala skyddsnätet har dock brutit samman på grund av den galopperande inflationen och landets ekonomiska utveckling. Värdet på pensioner och andra sociala försäkringar har urholkats, och sjukhusen lider brist på utrustning och medicin.[källa behövs]

##### Sjukvård
Staten svarar inte längre för gratis sjukvård eller annan vård. Detta system har ersatts av ett avgiftsfinansierat sjukförsäkringssystem, och läkemedelskostnaderna baseras på inkomst. Privat sjukvård, som var förbjuden 1972–1989, uppmuntras numera. År 1994 fanns enligt Världshälsoorganisationen 33,3 läkare per 10 000 invånare.[källa behövs]

##### A-kassa
Allmän arbetslöshetsförsäkring existerar inte, men en viss ersättning utgår baserad på familjesituation och längden på arbetslösheten.[källa behövs]

##### Pension
Pensionsåldern för män varierar mellan 57 och 60 år och för kvinnor mellan 52 och 55 år.[källa behövs]

## Befolkning

### Demografi
Bulgariens totala invånarantal stagnerar, vilket man från statsmakternas sida försöker hejda med bland annat födelsebidrag och ökade barnbidrag.

#### Större städer
De tio folkrikaste orterna den 31 december 2014.
| \| Plats \| Stad \| Befolkning \| \| ----- \| ------------ \| ---------- \| \| 1. \| Sofia \| 1 228 282 \| \| 2. \| Plovdiv \| 341 567 \| \| 3. \| Varna \| 335 949 \| \| 4. \| Burgas \| 198 725 \| \| 5. \| Ruse \| 147 055 \| \| 6. \| Stara Zagora \| 137 729 \| \| 7. \| Pleven \| 101 978 \| \| 8. \| Sliven \| 89 065 \| \| 9. \| Dobritj \| 87 817 \| \| 10. \| Sjumen \| 78 884 \| | · Sofia Plovdiv Varna Burgas Ruse Stara Zagora Pleven Sliven Dobritj Sjumen De tio största städernas lägen på kartan över Bulgarien. |            |
| Plats | Stad | Befolkning |
| 1. | Sofia | 1 228 282  |
| 2. | Plovdiv | 341 567    |
| 3. | Varna | 335 949    |
| 4. | Burgas | 198 725    |
| 5. | Ruse | 147 055    |
| 6. | Stara Zagora | 137 729    |
| 7. | Pleven | 101 978    |
| 8. | Sliven | 89 065     |
| 9. | Dobritj | 87 817     |
| 10. | Sjumen | 78 884     |

Sofia är Bulgariens huvudstad sedan 1878 och den folkrikaste av landets städer. Staden är belägen vid Vitosjabergen i landets västra del. Den är Europas näst äldsta huvudstad efter Aten. Landets näst största stad Plovdiv ligger cirka 15 mil sydost om Sofia vid Maritsafloden. På 1870-talet var staden större än Sofia men är nu omvuxen av huvudstaden sett till invånarantal. Den tredje största staden är Varna som ligger vid Svarta havets kust. Burgas ligger längre söderut vid kusten och är bland annat en viktig fiskehamn.

#### Urbanisering
Med 67 invånare per km² tillhör Bulgarien de måttligt befolkade staterna. I bäckenet och på slätterna stiger befolkningstätheten till mer än 100 invånare per km², medan den sjunker under genomsnittet i de högre bergsregionerna. Den högsta befolkningskoncentrationen har storstäderna Sofia (över 1 000 invånare per km²), Plovdiv, Varna och Ruse.
Antalet tätorter var 5256, fördelade på 257 städer och 4999 byar. 73,5% av befolkningen bodde i tätorter och 26,5% på landsbygden.

#### Minoriteter
83,9 procent av invånarna i landet är bulgarer. Det finns två större minoritetsgrupper, turkar (9,4 procent) och romer (4,7 procent). Andra grupper är ryssar, armenier, makedonier, albaner, greker, rumäner med flera. Vid folkräkningar måste makedonierna själva förklara att de existerar eftersom de till skillnad mot andra folkgrupper inte finns angivna i folkräkningsblanketter. Bulgarer är den enda etniska folkgrupp som minskar, då de till stor del emigrerar. Romerna är den etniska gruppen som ökar i allt större utsträckning.

### Språk
Av befolkningen talar 84,8 procent bulgariska, som är ett slaviskt språk och landets enda officiella språk. Bulgariskan övergår i söder i den närbesläktade makedonskan, och mindre grupper i landets sydvästra del talar makedonska (de bulgariska dialekterna övergår gradvis i de makedonska, och ingen skarp gräns finns). Andra språk som talas är turkiska (med stora dialektala skillnader mot den turkiska som talas i Turkiet), av omkring 600 000 personer, och romani, av omkring 300 000 personer. Bland de turkisk- och romanitalande råder en hög grad av tvåspråkighet med bulgariska som andraspråk. Ungefär 24,9 % av befolkningen kan engelska som andraspråk, men även ryska (9,8%) och tyska (3,4%) förstås. Yngre talar som regel oftare engelska och äldre ryska. Ca 1% talar franska som andraspråk.

### Religion

Alexander Nevskij-katedralen i Sofia är en av de största östortodoxa kyrkorna i Europa.

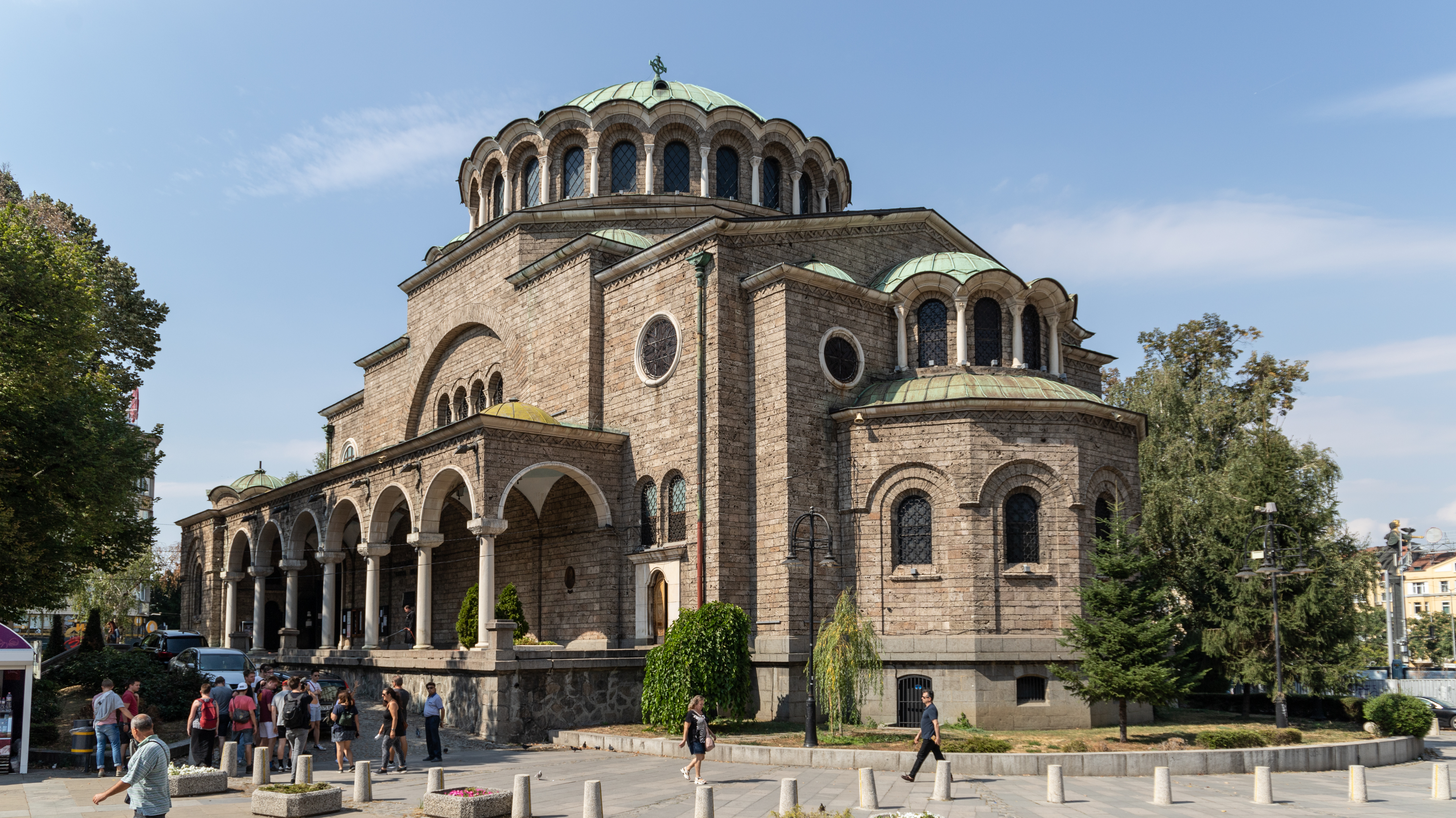
Sveta Nedelja-kyrkan i Sofia.

Östortodox kristendom är den dominerande religionen i Bulgarien. Enligt siffror från 2001 var de olika religiösa grupperna fördelade enligt:
| Religiösa grupper   | Befolkning | Andel (%) |
| ------------------- | ---------- | --------- |
| Bulgarisk-ortodoxa  | 6 552 751  | 82,6      |
| Muslimer            | 966 978    | 12,2      |
| Katoliker           | 43 811     | 0,6       |
| Protestanter        | 42 308     | 0,4       |
| Övriga              | 14 937     |           |
| Ej självdefinierade | 283 309    |           |
| Ej visade           | 24 807     |           |
| Totalt              | 7 928 901  |           |

#### Bulgarisk-ortodoxa kyrkan

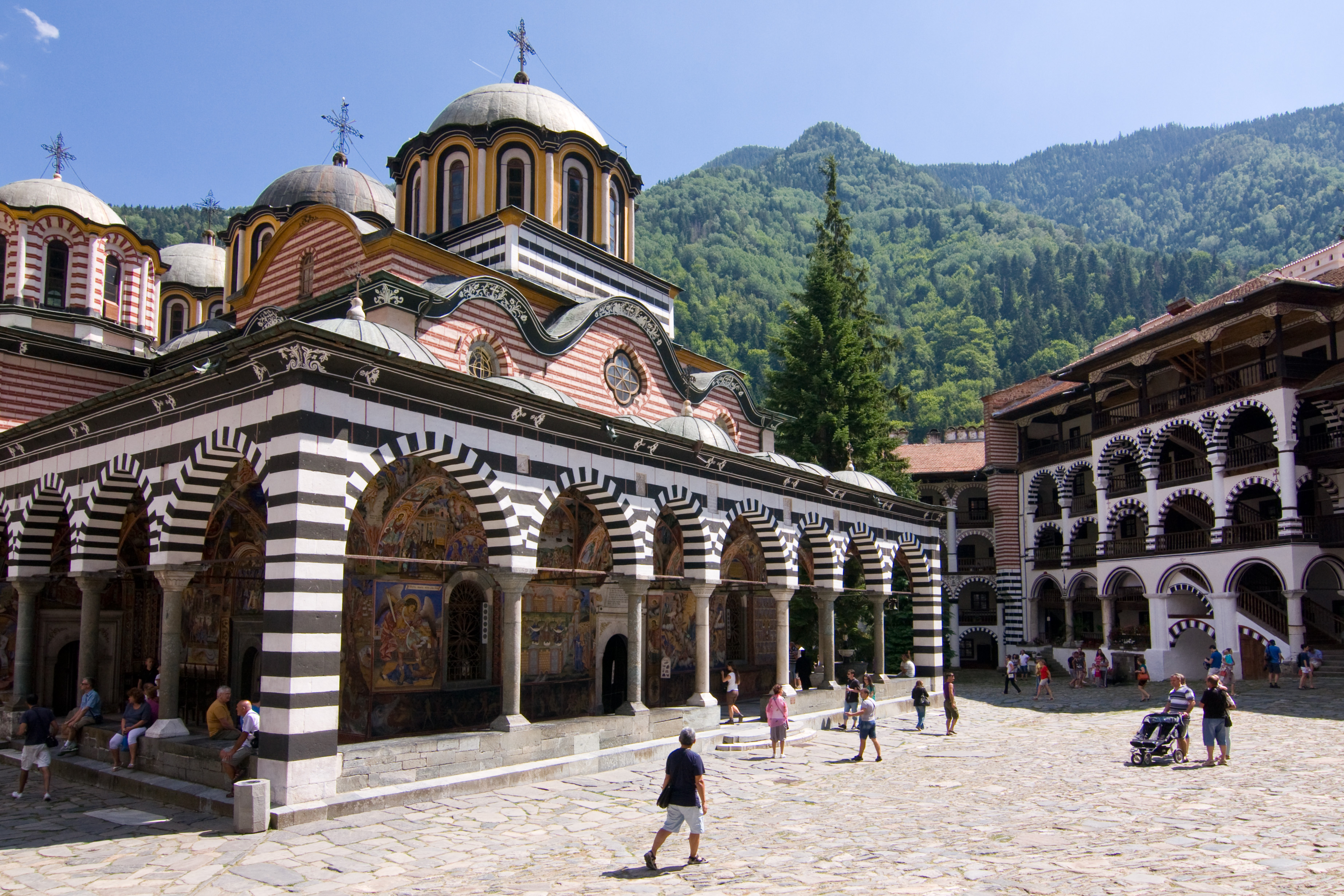
Rilaklostret i Rilabergen.

De flesta medborgare i Bulgarien (82,6 procent av befolkningen) är åtminstone till namnet medlemmar i Bulgarisk-ortodoxa kyrkan, som grundades 870 och blev autokefal 927. Många yngre människor som växte upp under de 45 åren med kommunistiskt styre räknar sig dock inte som religiösa.
Bulgariska ortodoxa kyrkan är en självständig nationell kyrka, liksom alla andra nationella grenar av ortodoxa kyrkan. Kyrkan har degraderats till en underlägsen ställning inom den grekisk-ortodoxa kyrkan två gånger, dels under perioden av bysantinsk överhöghet 1018-1185, dels under den osmanska eran 1396-1878, men den har återupplivats som en symbol för bulgarisk nationalism.

#### Islam

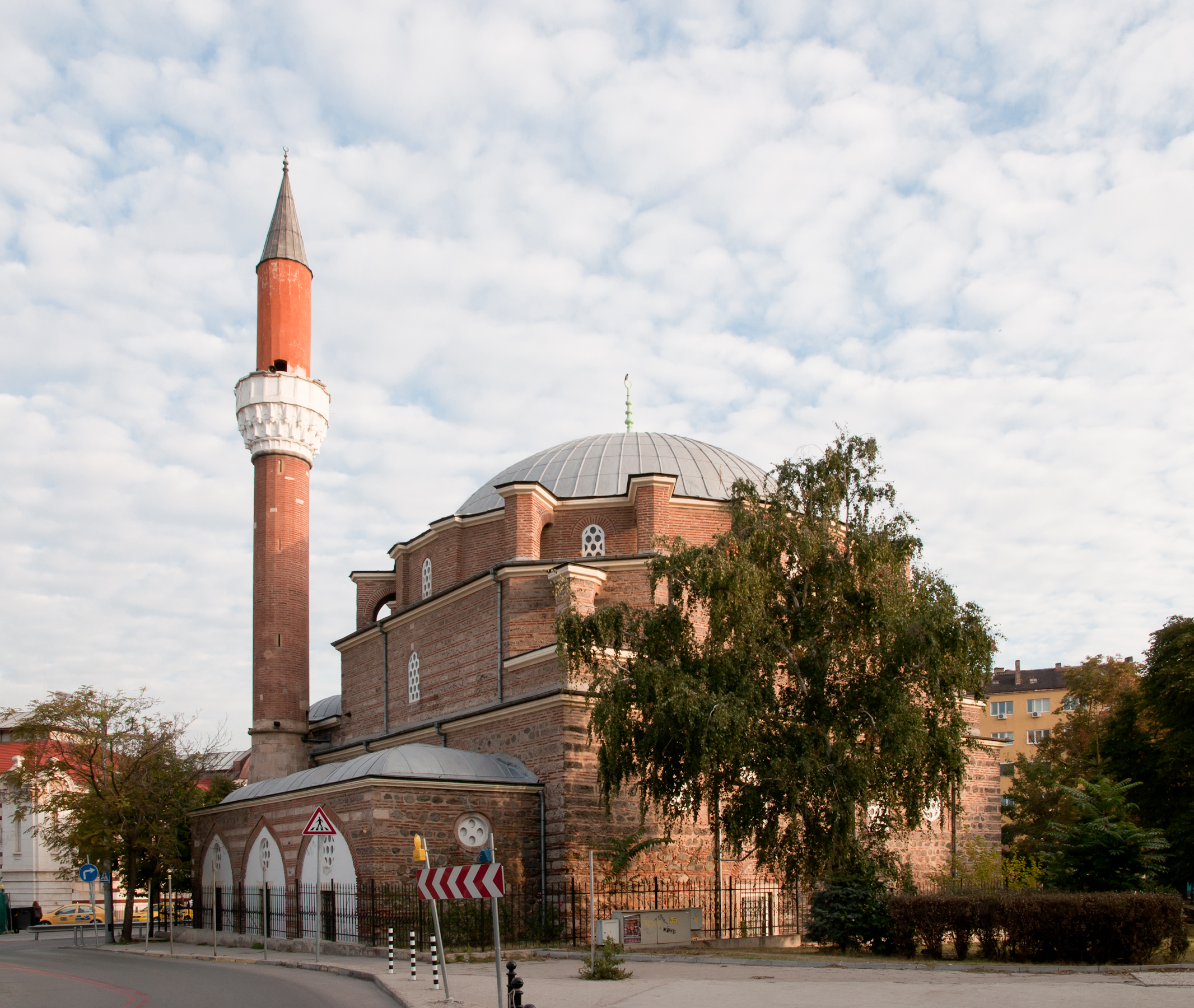
1500-talsmoskén Banja Basji, uppförd 1576 av den store osmanske arkitekten Sinan, är den enda moské från den osmanska perioden som fortfarande är i bruk i Sofia, Bulgariens huvudstad.

Islam kom till Bulgarien mot slutet av 1300-talet efter att landet erövrats av osmanerna. Under 1400- och 1500-talet växte islam i styrka genom inflyttning av turkar och konvertering av infödda bulgarer. När Bulgarien 1878 blev självständigt var inte mindre än 40 procent av befolkningen muslimer. Andelen har minskat kraftigt sedan dess, mestadels genom emigration. 2001 fanns 967 000 muslimer i Bulgarien (12,2 procent av befolkningen).

#### Katolska kyrkan

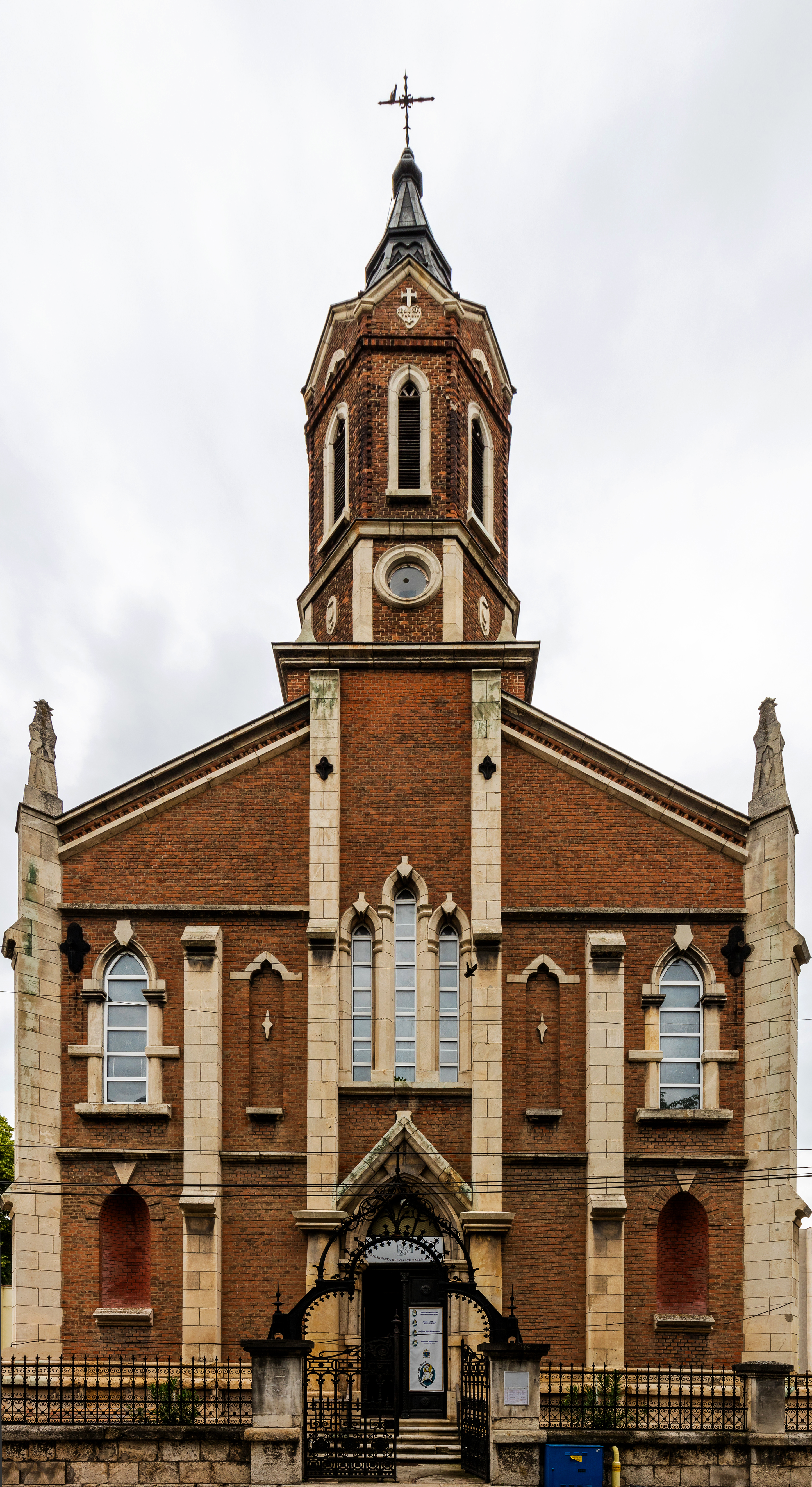
Romersk-katolska kyrkan St. Paul i staden Ruse.

Under 1500- och 1600-talen omvände missionärer från Rom de bulgariska bogomilerna i regionerna Plovdiv och Svisjtov till katolicismen. Ättlingarna till dessa bildar nu merparten av Bulgariens katoliker, som uppgick till 44 000 år 2001.

#### Protestantismen
Protestantismen infördes i Bulgarien av missionärer från USA 1857–58. Metodisterna kom att växa sig starkast i norra Bulgarien medan kongregationalisterna dominerade i södra delen av landet. Senare gick dessa båda trossamfund samman i Bulgariens evangeliska välgörenhetssällskap som senare kom att bli Evangeliska kyrkoförbundet.
Missionsarbetet fortsatte under andra hälften av 1800-talet och första hälften av 1900-talet. År 1921 introducerades pingstväckelsen av ryska invandrare och pingstförsamlingar bildades i Sofia, Varna, Sliven och Pleven. Sjundedagsadventisterna började sin mission i Dobrudzjaregionen varifrån man spred sin verksamhet till Tutrakan, Ruse, Sofia och Plovdiv. Under kommunisttiden förföljdes man svårt och misstänkliggjordes på grund av sina många kontakter med västerländska trossyskon.
Efter Zjivkovregimens fall 1989 infördes åter religionsfrihet i Bulgarien. Med stöd av västerländsk missionsverksamhet bröt en stor väckelse fram och sedan dess har antalet protestanter i Bulgarien fördubblats och uppgår nu till cirka 50 000, varav omkring hälften är etniska romer.

### Sociala förhållanden
Levnadsstandarden har sjunkit och enligt UNDP (FN:s utvecklingsprogram) lever cirka 10 procent i djup fattigdom - svält är inte ovanligt.
I mitten av 1990-talet fanns cirka 14 000 hemlösa barn i Bulgarien. Även ungdomsbrottsligheten ökar, och cirka 14 procent av alla brott begås av ungdomar.

## Kultur

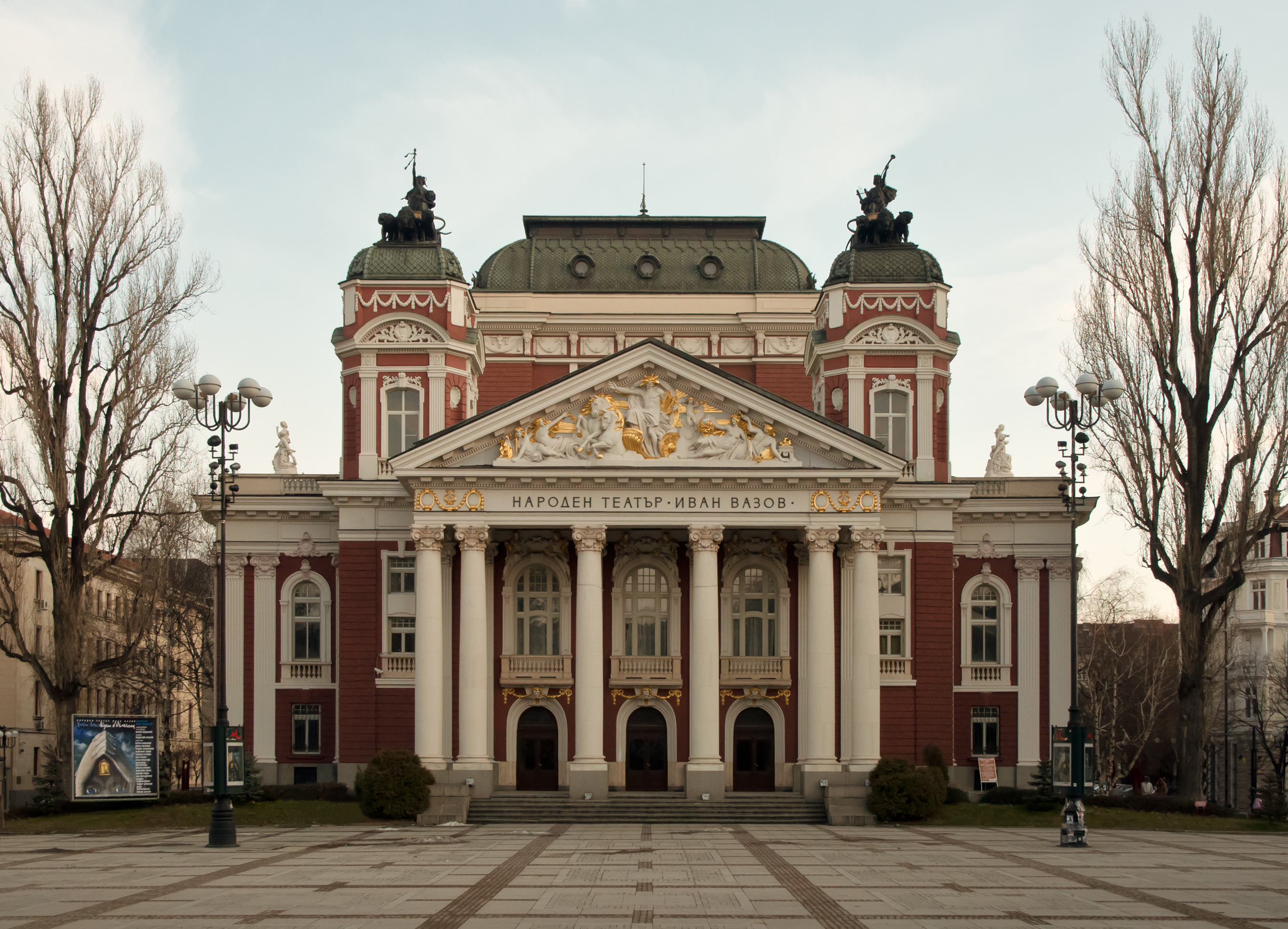
Nationalteatern Ivan Vasov i Sofia.

Bulgariens kultur avspeglar historiska influenser från thraker, protobulgarer, slaver samt bysantinska, turkiska och grekiska inslag.[källa behövs]

### Massmedier
Fram till 1989 kontrollerades massmedierna i Bulgarien av kommunistpartiet. Därefter har mediestrukturen förändrats, och flera tidningar och tidskrifter har startats. Viktiga äldre tidningar är Duma ('Ordet', f.d. Rabotnitjesko Delo, grundad 1927), Trud ('Arbetet', 1923) och Zemelsko Zname ('Bondefanan', 1902). Inflytelserika äldre tidskrifter är författarförbundets Literaturen Forum (1944) och Kultura (1957). En inflytelserik ny tidskrift är 168 Tjasa (1992). Viktiga nya tidningar är UDF-tidningen Demokratsija (1990), tabloidtidningen 24 Tjasa ('24 timmar', 1991), Standard News Daily (1992) och Monitor (1998) och var Kontinent (1992–98). År 1997 förvärvade Westdeutsche Allgemeine Zeitung (WAZ) bland annat Trud och 24 Tjasa och kontrollerade 1998 sammanlagt cirka 80 procent av dagspressen, vars samlade upplaga var 1,1 miljon exemplar (134 tidningsexemplar per 1 000 invånare). Det finns två nyhetsbyråer, nationella Bvlgarska Telegrafna Agentsia (BTA, grundad 1898) och Sofia-Press (grundad 1967) för information till utlandet. Statliga Bvlgarsko Radio (grundad 1929) har två rikskanaler och fem regionala stationer. Statliga Bvlgarska Televizija (grundad 1959) har två rikskanaler. Privat radio tilläts 1992, och en privat TV-kanal (Nova Televizija) lanserades 1994. Det finns 543 radio- och 449 TV-mottagare per 1 000 invånare (2000).

#### Radio och television
Globala mediejättar har finns i Bulgariens livliga radio- och TV-marknad. TV är det mest populära mediet. Den internationella mediegruppen CME driver bTV, den tv-kanl i Bulgarien som har flest tittare. Det skandinaviska bolaget MTG driver den nationella stationen Nova TV.
Privata radio- och TV-bolag:
bTV - privat, nationell
Nova TV - privat, nationell
Darik Radio - privat, nationell
BG Radio - privat, nationell
Det finns ett flertal privata regionala TV-stationer och många privata radiostationer. Kabel och satellit är de huvudsakliga distributionskanalerna. Ägarskapet till massmedia är koncentrerat till ett fåtal företag.

### Konstarter

#### Musik

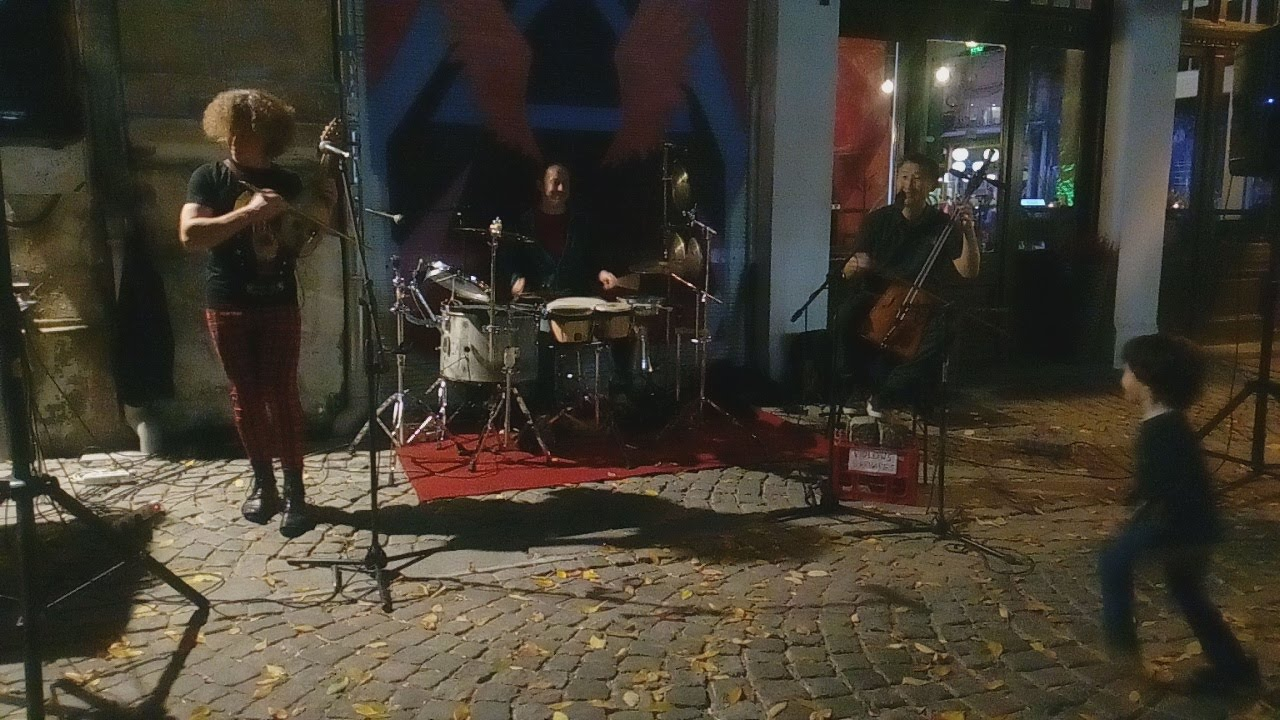
Gatumusikanter spelar folkmusik i staden Plovdiv.

Fram till frigörelsen 1878 hade befolkningen i Bulgarien mycket begränsad kontakt med den västerländska musikkulturen. Inom den etniskt mångskiftande bonde- och herdekulturen fanns rika och regionalt särpräglade sång- och instrumentrepertoarer. Sångerna var i stor utsträckning knutna till bondeårets ritualer och högtider, men det fanns också till exempel arbetssånger. Instrumentalmusiken, som hörde nära ihop med danstraditionen, var huvudsakligen solistisk, men tillfälliga ensembler uppstod ibland. De viktigaste instrumenten var gajda (enbordunig säckpipa), gidulka (lira) och zurna (skalmeja). De användes ofta tillsammans med den stora tvåfällstrumman tipan. Med herdekulturen förknippades den kantblåsta flöjten kaval. Tambura var en långhalsluta. I dag ersätts de gamla instrumenten inom spelmansmusiken ofta av klarinett, dragspel och saxofon. Det inom bondesamhällets traditionsmusik använda melodiska materialet är huvudsakligen diatoniskt. Särskilt karakteristisk är den stora metriska och rytmiska komplexiteten med så kallade asymmetriska taktarter, som i den populära dansen ritjenitsa.
Under den osmanska perioden, då städernas tongivande befolkningsskikt i stor utsträckning var muslimer, odlades den på makamprincipen grundade konstmusik vars viktigaste centrum var Istanbul. Den bulgariska kyrkan förvaltade dock en liturgisk sångtradition med rötter i grekisk-bysantinsk musik. Efter 1878 växte det västerländska inflytandet snabbt, inte minst i den organiserade folkmusikverksamhet som blev ett viktigt inslag i den officiella kulturpolitiken kring 1950. Den första generationen av västerländskt orienterade tonsättare ägnade sig mest åt körmusik. Under mellankrigstiden formades en bulgarisk opera- och orkestermusik genom bland annat Ljubomir Pipkov och Pantjo Vladigerov. Bland nutida symfoniker kan nämnas Aleksandir Rajtjev.
Inom operan märks Parasjev Chadzjiev och inom den mer modernistiskt inriktade musiken Lazar Nikolov. Ett antal noterade operasångare (Nicolai Ghiaurov, Boris Christoff, Raina Kabaivanska, Ghena Dimitrova), Anna Veleva, harpospelaren Anna-Maria Ravnopolska-Dean och framgångsrika konstnärer (Christo Javasjev, Jules Pascin, Vladimir Dimitrov) har populariserat Bulgariens kultur utomlands.
Bulgarien har en rik tradition av körsång. Bulgariska kvinnokörer har på senare år nått internationell berömmelse.[källa behövs]

#### Teater
I Bulgarien har dockteater (inte enbart för barn) en lång tradition.[källa behövs]

#### Bildkonst
Sedan 1200- och 1300-talen är Bulgarien känt för sitt ikonmåleri. Företrädarna för måleriskolan från Veliko Tărnovo överskred de nedärvda reglerna för traditionellt ikonmåleri och skapade därmed den mest betydande enskilda skolan inom ortodoxa kyrkans konst.[källa behövs]

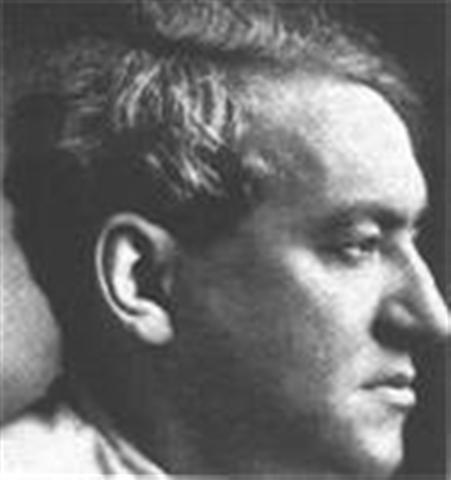
Jules Pascin, även kallad "Prinsen av Montparnasse", var en känd bulgarisk konstnär.

Med den bulgariska renässansen mot slutet av det osmanska styret uppstod nya konstskolor överallt i landet. Den mest kända är Samokovs konstskola. Därifrån utgick flera av de målare som utförde utsmyckningen av Rilaklostret, bland andra Zacharij Zograf.[källa behövs]

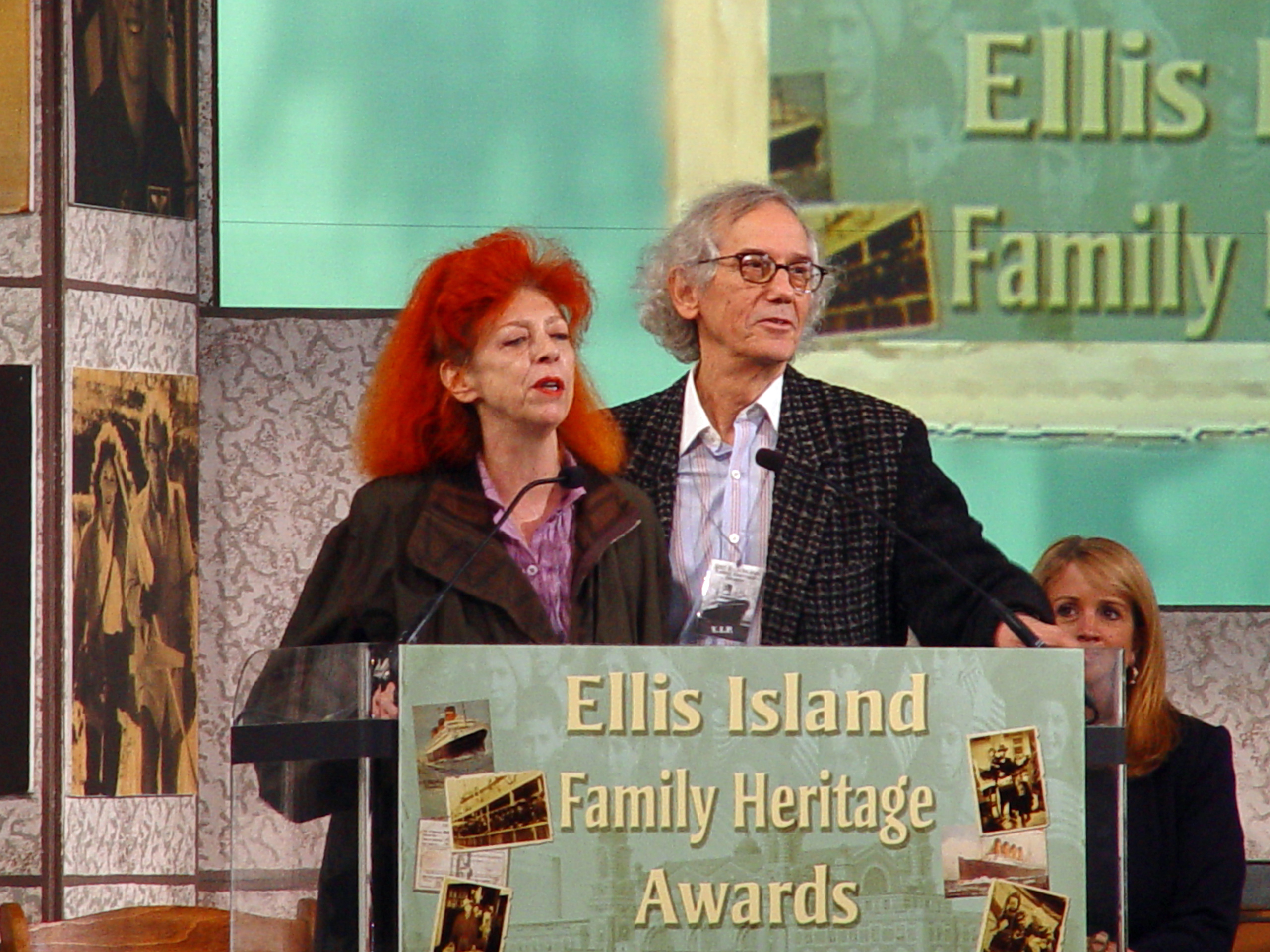
Christo och hans fru Jean Claude.

En känd konstnär från senare är Jules Pascin som föddes 1885 i Vidin. Hans egentliga namn var Julius Pinkas. Eftersom han tillbringade lång tid i Frankrike, där han också dog[1930, blev han betecknad som bulgarisk-fransk målare och grafiker.[källa behövs]
Den mest kände bulgariska konstnären är antagligen Christo Javasjev, som är känd under sitt förnamn och tillsammans med sin fru Jeanne-Claude. Han är bland annat känd för att ha "förpackat" riksdagshuset i Berlin och Pont Neuf i Paris i plastfolie.[källa behövs] Det senaste han gjorde var att ställa upp hundratals orangea portar i Central Park (NY), kallat The Gates.

### Traditioner

#### Matkultur

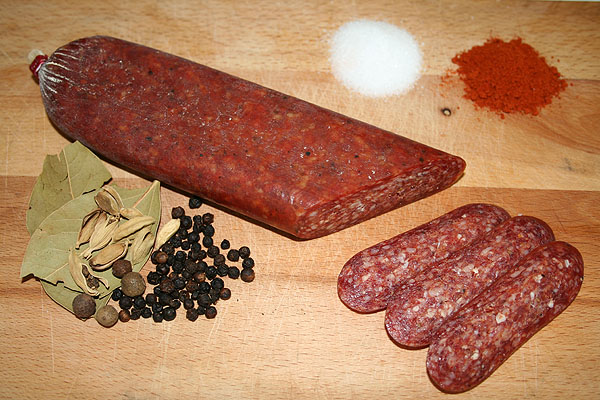
Lukanka.

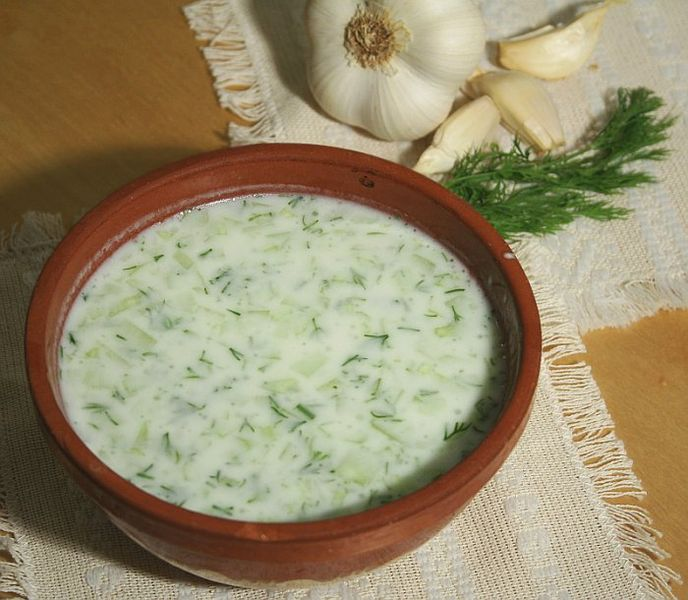
Tarator.

Bulgarien har många olika sorters maträtter.
Vanliga förrätter är tarator (kall yoghurtsoppa) och banitsa (filodeg med en blandning av ägg och fårost, ibland även med spenat). En nationell delikatess är sjkembe (soppa på komage). Andra vanliga tilltugg är torkat kött som heter pastarma och den torkade "nationalkorven" heter lukanka. En annan specialitet är sudjuk. Typiska traditionella bulgariska varmrätter är bland annat kebabtjeta (avlånga köttbullar) och kjufteta (pannbiffar). Vida uppskattad är också den mycket smakrika bulgariska fårosten.
De vanligaste alkoholhaltiga dryckerna i landet är öl, vin och rakia. Alla tre produceras lokalt på flera orter i landet.
Rakia är ett slags "brandy" som är gjord på fermenterade frukter och finns i många olika utföranden. Öl finns det flera märken av, de största är Zagorka, Astika och Kamenitza. Bulgarien är även ett rikt vinodlarland med många olika vindistrikt, främst kring distriktet Sliven. Många bulgariska viner finns även i Sverige och ligger då i de lägre prisklasserna.

#### Kultursymboler
Bulgarien har nio kultur- och naturmiljöer som av Unesco klassats som världsarv:
| - Bojanakyrkan - Den trakiska graven i Kazanlak - Den trakiska graven i Svesjtari - Klippkyrkorna i Ivanovo - Nesebăr - Pirin nationalpark - Rilaklostret - Ryttaren i Madara - Srebarna naturreservat | · Bojanakyrkan Den trakiska graven · i Kazanlak Den trakiska graven · i Svesjtari Klippkyrkorna · i Ivanovo Nesebăr Pirin nationalpark Rilaklostret Ryttaren i Madara Srebarna naturreservat Bulgariens världsarv. |

### Sport

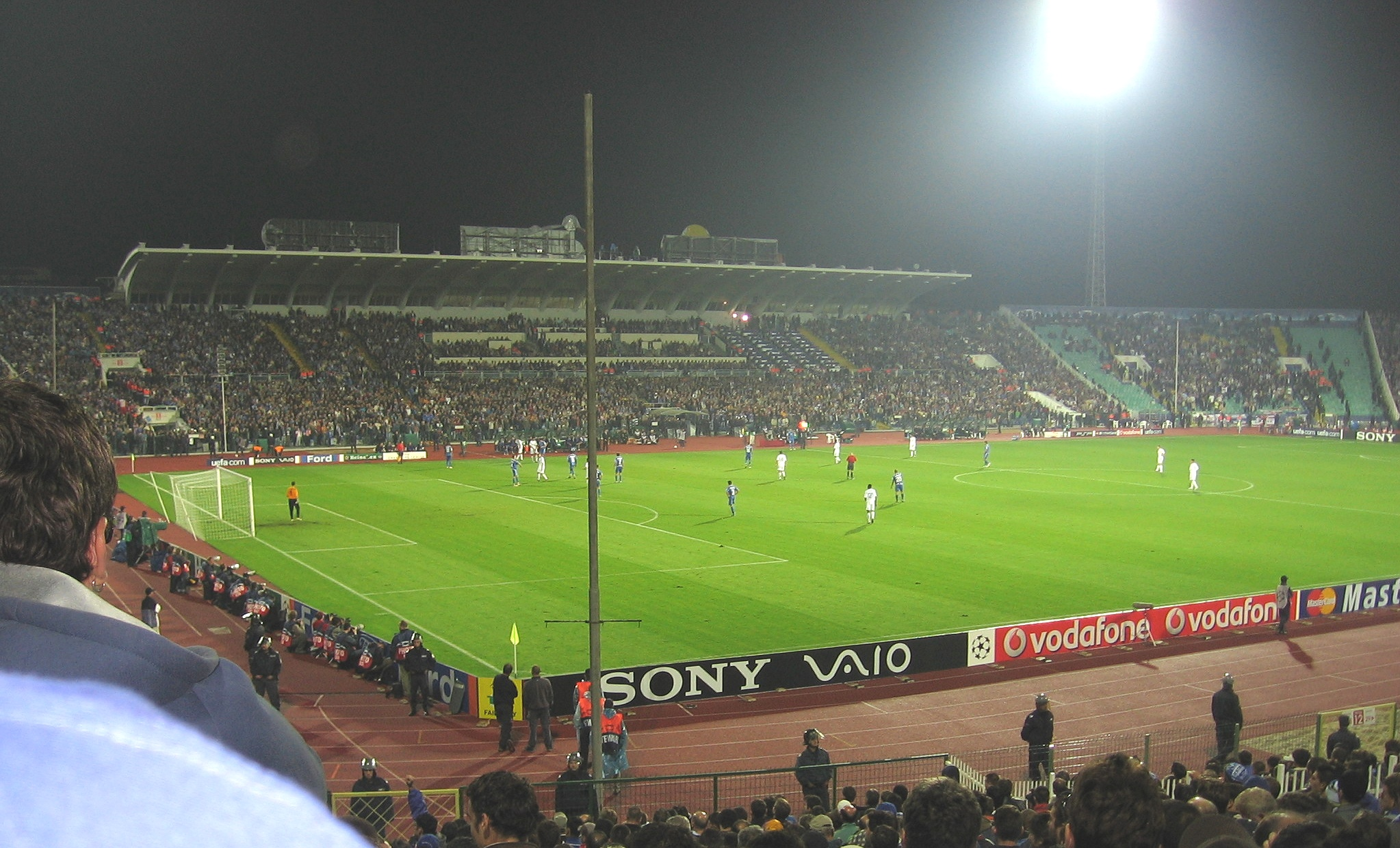
Vasil Levski-stadion i Sofia.

De vanliga sporterna som utövas i Bulgarien är fotboll, skidskytte, tyngdlyftning och konståkning. Fotboll är den allra vanligaste sporten med Parva liga som landets toppliga. Bulgariens herrlandslag gjorde sitt bästa VM-spel i bronsmatchen mot Sverige i USA 1994, där Sverige tog brons och Bulgarien slutade på en fjärde plats. Hristo Stoitjkov är bland annat på grund av det utsedd till landets bästa fotbollsspelare och var även mellan 1992 och 1995 en av världens bästa fotbollsspelare. 1994 spelade han för FC Barcelona och vann samma år Le ballon d'or (Guldbollen). Georgi Asparuchov-Gundi (1943–1971) utsågs under sin tid till 1900-talets främsta bulgariska fotbollsspelare. Han omkom i en bilolycka på toppen av sin karriär. Bulgarien har även flera spelare som spelar för europeiska klubblag, däribland Dimitar Berbatov och Stilijan Petrov.
Vid sidan av fotboll utövas en rad andra sporter i Bulgarien, däribland rytmisk gymnastik med Maria Gigova och Maria Petrova som har vunnit var och en tre världstitlar i grenen.
Albena Denkova och Maxim Staviski vann VM-guld i isdans 2006 i Calgary och upprepade det året därefter i Tokyo.
I friidrott har Bulgarien presterat mycket bra resultat med Stefka Kostadinova som fortfarande innehar världsrekordet i höjdhopp med 209 cm från VM i friidrott 1987 i Rom. Hon är dessutom den som har hoppat 2,05 eller högre flest gånger, 19 gånger, vilket resten av världens kvinnliga höjdhoppare tillsammans bara har gjort 9 gånger. Hon har också klarat två meter över hundra gånger och har tagit ett flertal medaljer i stora mästerskap (hon vann till exempel inomhus-VM alla gånger hon deltog).
Bulgariens landslag i volleyboll är ett av Europas bästa lag och är rankade som nummer fem av Fédération Internationale de Volleyball. I världsmästerskapen i volleyboll 2006 tog det bulgariska laget brons.
Nikolaj Pesjalov är en av landets bättre tyngdlyftare som tävlade för Bulgarien 1992-1996 och Kroatien 2000-2004. Hans medaljer är delade mellan de två länderna och han blev världsmästare åtta gånger i olika kategorier. 1987 gjordes världens tyngsta ryck av Antonio Krastev på 216 kg. De flesta bulgariska tyngdlyftare tävlar idag för andra länder, ett vanligt land är bland annat Qatar.
Schack är också mycket populärt i Bulgarien med Veselin Topalov som anses vara landets bästa spelare. Topalov blev FIDEs världsmästare genom att vinna FIDE World Chess Championship 2005. Topalov belönades med samma år med en schack-Oscar. På FIDE:s rankinglista i oktober 2006 var han rankad världsetta med Elo-rating 2813, den näst högst rankade personen någonsin. År 2005 kom världens bästa spelare, både kvinnliga och manliga från Bulgarien.
Landets bästa OS-prestation gjordes i Moskva 1980 då Bulgarien kom på tredje plats med totalt 41 medaljer fördelat över 8 guld-, 16 silver- och 17 bronsmedaljer, antalet bulgariska deltagare var 295 stycken. De dominerande sporterna bland de bulgariska medaljörerna var tyngdlyftning och brottning. Sovjetunionen kom på första plats och Östtyskland kom på andra plats.

## Internationella rankningar
| Organisation                                | Undersökning                   | Rankning   |
| ------------------------------------------- | ------------------------------ | ---------- |
| Heritage Foundation/The Wall Street Journal | Index of Economic Freedom 2019 | 37 av 180  |
| Reportrar utan gränser                      | Pressfrihetsindex 2019         | 111 av 180 |
| Transparency International                  | Korruptionsindex 2018          | 77 av 180  |
| FN:s utvecklingsprogram                     | Human Development Index 2018   | 52 av 189  |